# Helen Hunt Jackson
Pour les articles homonymes, voir Jackson et Helen Hunt.
Helen Maria Hunt Jackson (née le 15 octobre 1830 à Amherst dans l'État du Massachusetts et morte le 12 août 1885 à San Francisco dans l'État de la Californie, connue également sous les noms de plume de H.H, H.H. Marah, Sax Holm, Rip van Winkle, est une poète, romancière, nouvelliste, essayiste américaine et une militante en faveur de la reconnaissance des droits civiques  des Améridiens. Elle est notamment célèbre pour son roman Ramona édité en 1884, qui raconte les conditions de vie des Amérindiens dans le Sud de la Californie.

## Biographie

### Jeunesse et formation
Helen Hunt Jackson est la seconde des quatre enfants de Nathan Welby Fiske et de Deborah Waterman Vinal Fiske. Elle a trois frères et sœurs, Humphrey Washborn Fiske, David Vinal Fiske et Anne Scholfield Fiske. Ses deux frères meurent dans leur petite enfance, seule sa sœur Anne survit,,.

#### Tragédies familiales
Son père est un pasteur congrégationaliste et professeur de latin, grec et philosophie au Amherst College. Nathan Welby Fiske est le fils d'un fermier dont les aïeuls sont originaires du Suffolk en Angleterre qui ont migré dans la Nouvelle-Angleterre en 1642. Après avoir étudié au Dartmourh College puis au Andover Theological Seminary, il devient un pasteur calviniste et puritain,,,,.
En août 1832 alors que sa mère Deborah Fiske est enceinte de sept mois, elle confie sa fille Helen Fiske aux bons soins de sa tante Maria Fiske qui habite à Weston dans l'État du Massachusetts. Le 16 octobre 1832, elle accouche d'un fils Heman Humprey qui meurt le 19 septembre 1833. Deborah Fiske, profondément affligée, entre dans un épisode dépressif et au printemps 1834, elle demande à Martha Vinal, âgée de 13 ans, de venir l'aider pour s'occuper de sa fille Helen.
Après le décès de son fils Heman Humprey, Nathan Welby Fiske décide de se rapprocher du Amherst College, lui et sa famille emménagent à Amherts, où le matin de Noël 1834, naît Anne Scholfield Fiske. Helen Fiske et sa sœur deviennent complices. Toutes deux jouent avec leur voisine Emily Dickinson née le 10 décembre 1830, deux mois après la naissance d'Helen,.

#### Formation

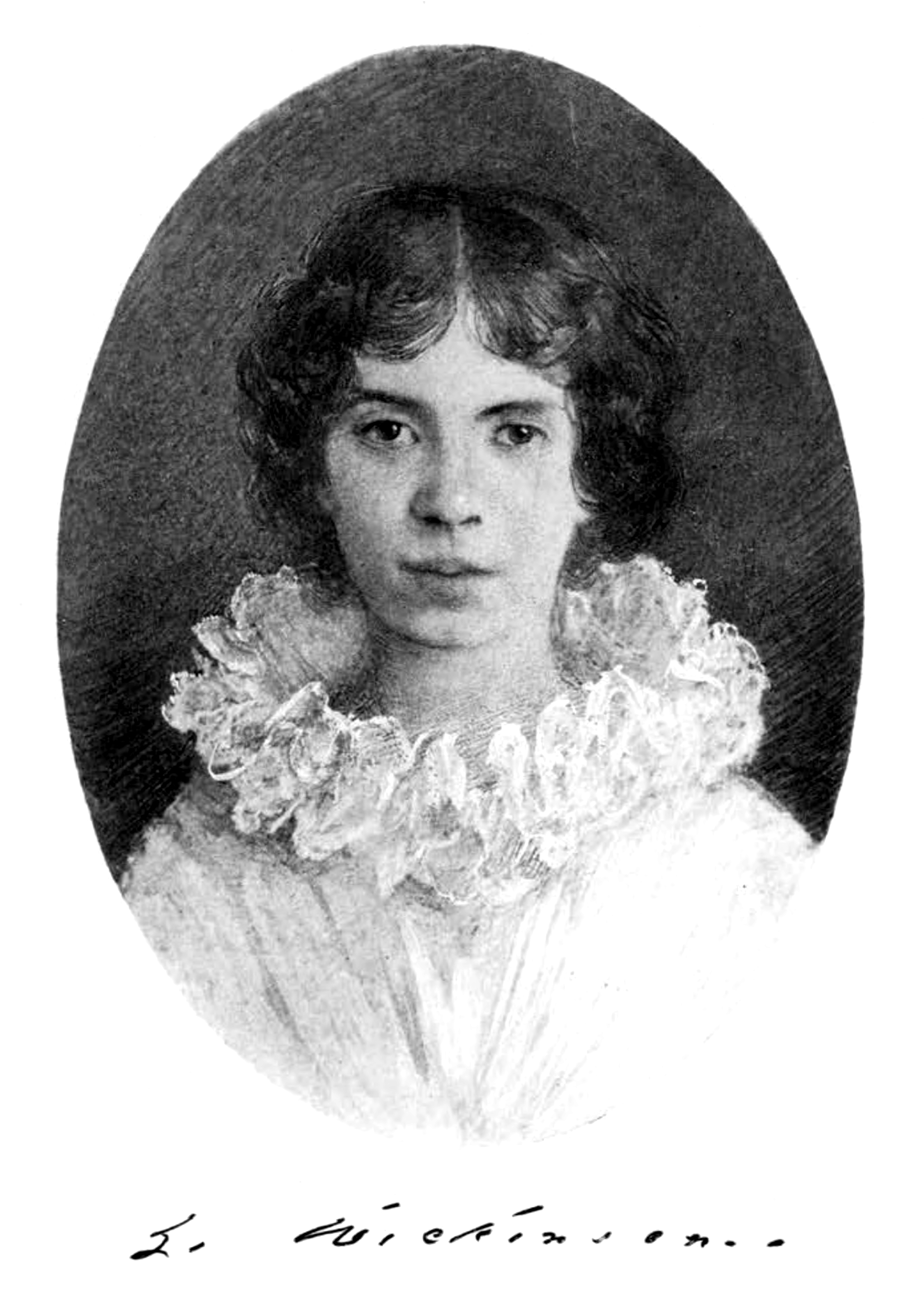
Emily Dickinson.

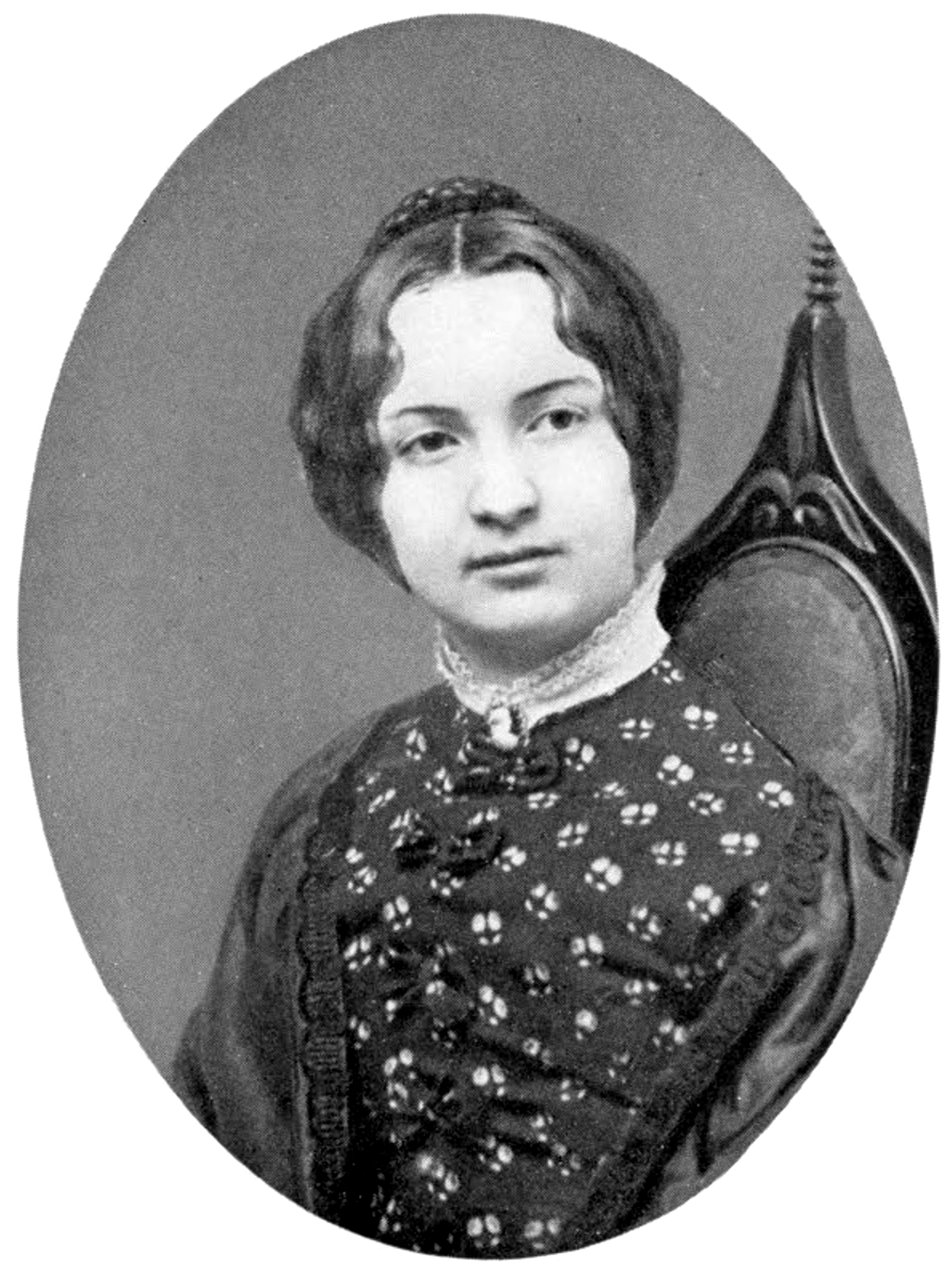
Lavinia Dickinson.

En juillet 1840, Nathan Welby Fiske envoie sa fille Helen à la Amherst Academy, où elle est la condisciple d'Emily Dickinson et sa jeune sœur Lavinia Norcross Dickinson (en),,.
Puis sur les conseils de son épouse, Nathan Welby Fiske envoie Helen étudier à la Hopkins Academy (en) à Hadley dans le Massachusetts à partir de l'été 1841. La jeune Helen ne s'y plait pas et le fait savoir à ses parents, ces derniers décident de retirer leur fille de la Hopkins Academy, mais en échange elle doit accepter de vivre chez sa tante Martha Vinal qui vit à Charleston dans la banlieue de Boston et y continuer ses études secondaires.

#### Nouvelles tragédies
Le 19 février 1844 , Deborah Fiske meurt des suites de la tuberculose à l'âge de 38 ans, deux jours après elle est enterrée au cimetière de Mount Auburn. Les deux sœurs sont séparées, Anne est envoyée chez son grand-père Vinal à Charleston  et Helen à Pittsfield pour achever ses études. Helen demande à se rapprocher de sa sœur, le 6 mai 1845, toutes les deux poursuivent leurs études la Falmouth Academy. Elle entreprend une correspondance suivie avec Emily Dickinson et sa jeune sœur Lavinia Dickinson,,<.
À partir de l'année 1846, la santé de Nathan Welby Fiske commence à se dégrader, il part pour Beyrouth espérant trouver au Liban un climat favorable. Finalement lui aussi meurt de la tuberculose le 27 mai 1847 à Jérusalem. Helen et Ann sont orphelines, elles sont recueillies par leur grand-père maternel le  4 octobre 1847, qui compte bien s’occuper d'elles jusqu'à sa mort, il met en place une fiducie pour garantir leur avenir et nomme un exécuteur testamentaire, le pasteur Ray Palmer qui veillera à l'avenir de ses petites-filles, elles restent chez lui jusqu'en février 1849,.

#### Séjour et études à New York

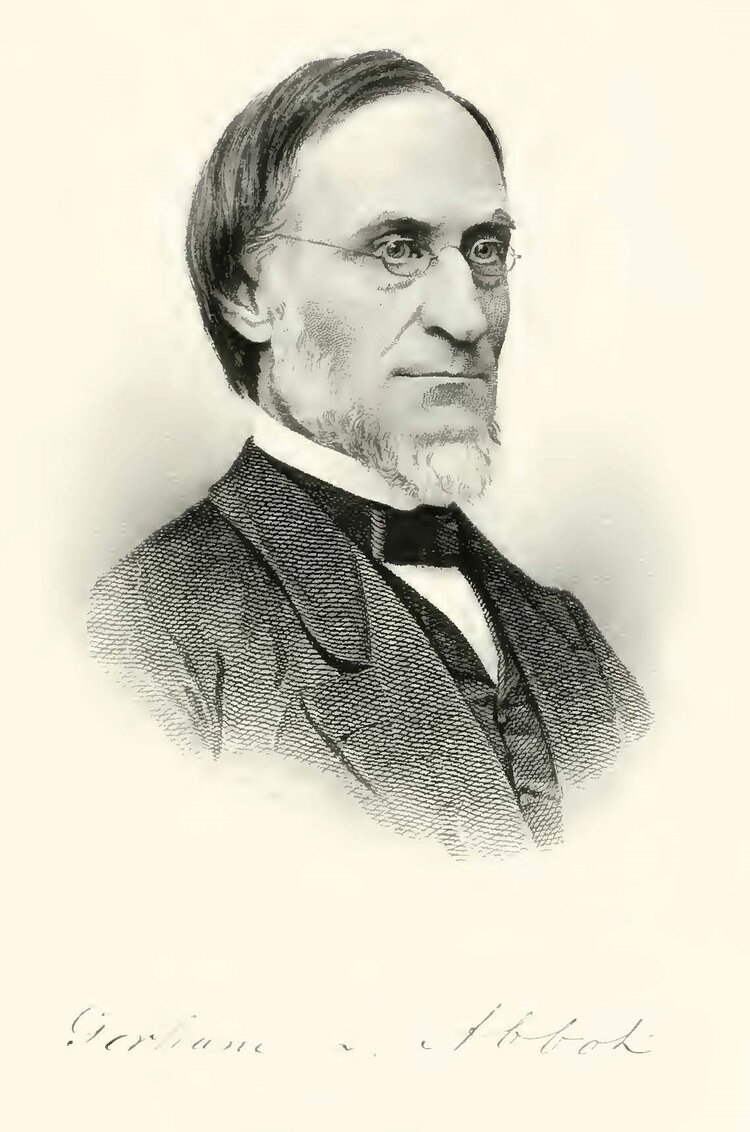
Portrait de Gorham Dummer Abott.

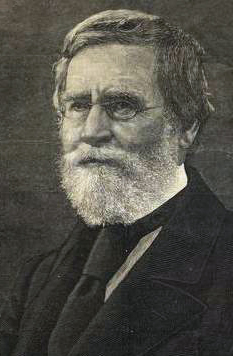
Photographie de Jacob Abbott.

Le 7 février 1849, Helen Fiske s'embarque à bord de la goélette le Eastern Lights pour se rendre à New York. Elle est accueillie par John et Jane Abbott qui dirigent un pensionnat pour jeunes femmes. Pendant les repas, les discussions tournent autour de la ruée vers l'or en Californie qui fait la une des journaux new-yorkais. Helen est fascinée par les reportages sur cette ruée vers l'or du New York Herald. Durant ses études au sein du Abbott Institute, Helen est réputée comme étant une chercheuse, une érudite. Par ailleurs, elle est enthousiasmée par la vie culturelle de New York, la diversité de ses quartiers, ses bibliothèques et devient une véritable new-yorkaise de cœur. Les frères Abbott décident d'installer leur école pour jeunes « Ladies » dans le quartier de l'Union Square à proximité des propriétés d'un certain Henry Spingler, et prend le nom de Spingler Institute dirigé par Gorham Dummer Abbott (en) pendant que leur école pour jeunes garçons à la Bleecker Street est dirigée par Jacob Abbott. Helen entre au Spingler Institute où elle termine ses études à la fin de l'année 1850. Sa scolarité achevée, elle prend le train pour New Haven dans le Connecticut où elle est attendue par le pasteur Ray Palmer, l’exécuteur testamentaire de son grand-père,.

#### Un bal

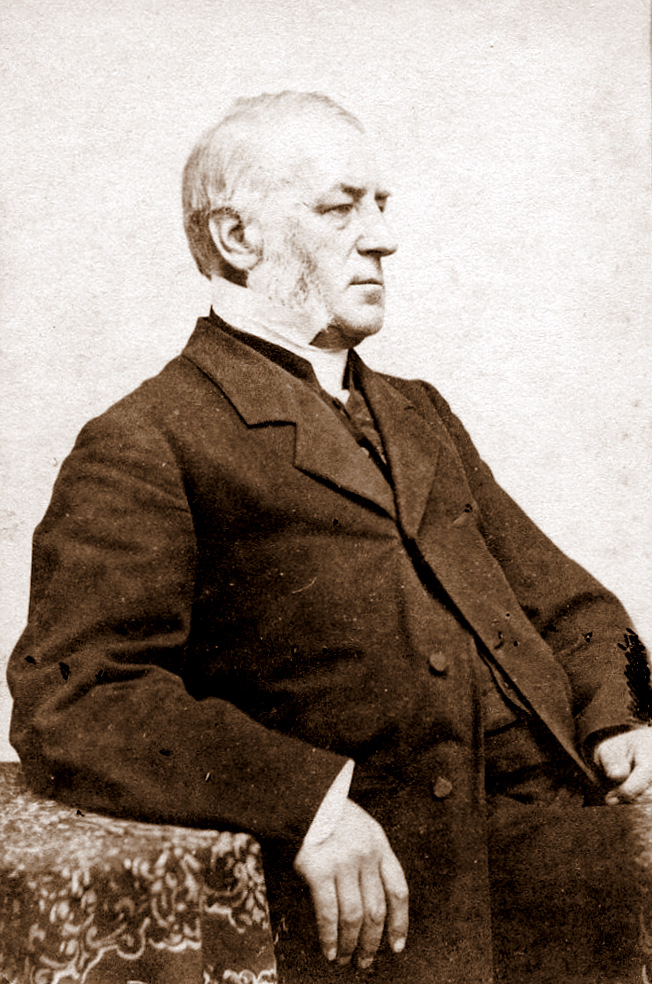
Portrait photographique du pasteur Edward Norris Kirk.

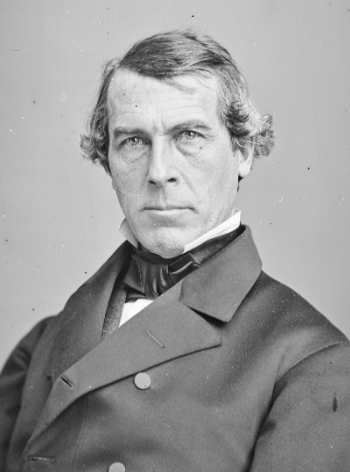
Portrait photographique du Gouverneur Washington Hunt.

Helen, maintenant âgée de 20 ans, est désormais comme « adoptée » par les Palmer. Depuis son retour, elle est connue comme faisant partie des « belles » New-yorkaises, des beaux partis. C'est comme membre de la famille Palmer et membre de l'Association américaine pour l'avancement des sciences, qu'elle est invitée à participer au bal du gouverneur de l'État de New York, Washington Hunt qui se tiendra le 19 août 1851. Si Helen se rend régulièrement à des bals au Van Vechten Hall, mais se rendre à une réception organisée par le gouverneur Washington Hunt et son épouse est d'une autre nature. Helen s'y rend tout de même, elle y rencontre Edward Bissel Hunt, le frère de Washington Hunt, qu'elle connaissait de réputation pour avoir écrit des communications auprès de l'Association américaine pour l'avancement des sciences. Ce dernier n'est présent à cette réception que sur l'insistance de son frère. Edward Bissel Hunt possède une réputation de brillant scientifique, après être diplômé de l'Académie militaire de West Point en 1845, il a fait des études d'ingénieur à New York, puis en 1849, il est professeur d’ingénierie à West Point, il est à présent à New York en tant que membre du bureau de supervision des travaux d’ingénierie de la ville. Le lieutenant Edward Bissel Hunt après avoir dansé avec Helen, lui rend visite fréquemment à la résidence des Palmer. Après leur fiançailles Helen et Edward se marient le 28 octobre 1852 à Mount Vernon Church, Boston (en), lors d'une cérémonie discrète célébrée par le pasteur Edward Norris Kirk (en),,,.

### Carrière

#### La vie de femme de militaire

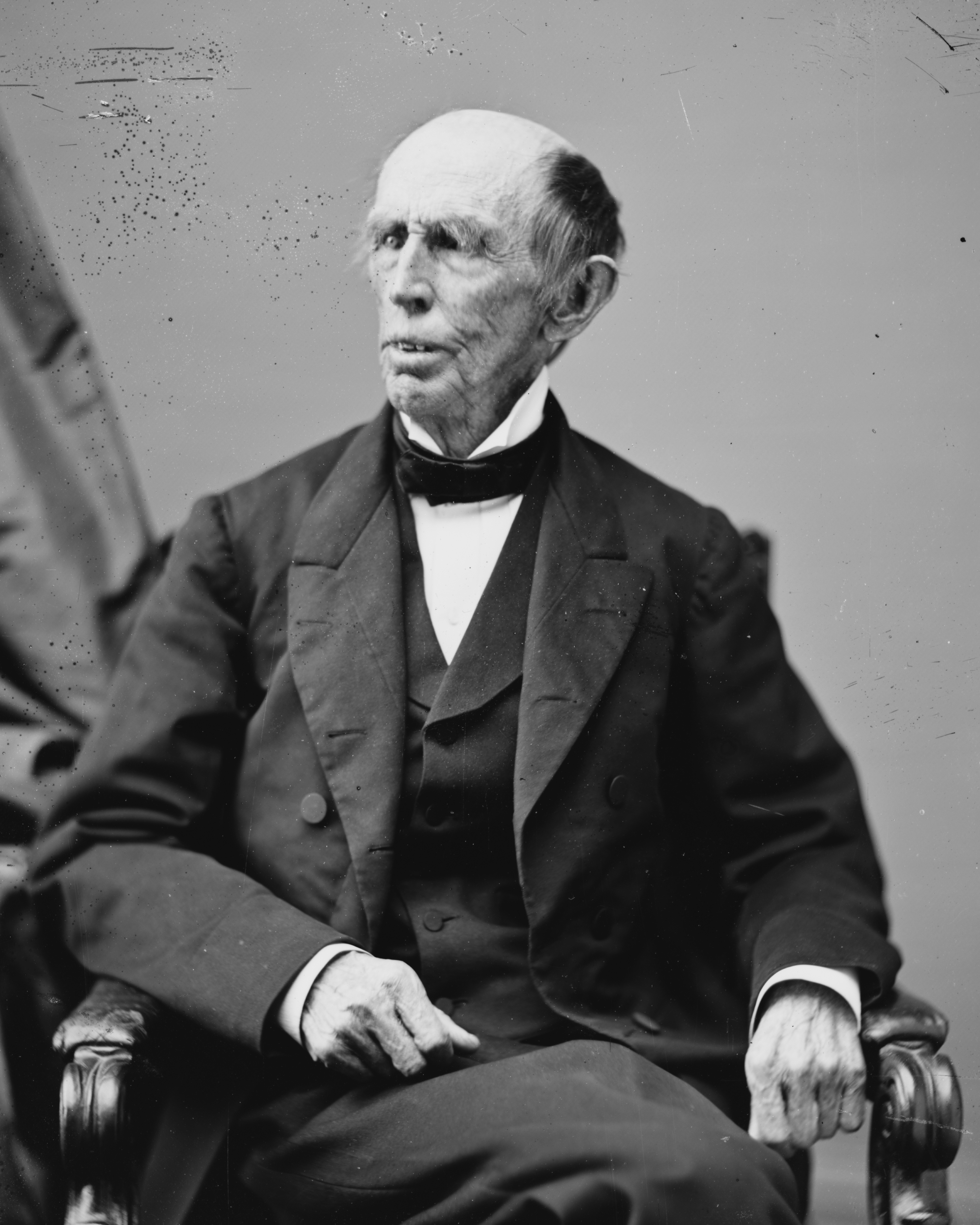
Portrait photographique de Francis Preston Blair.

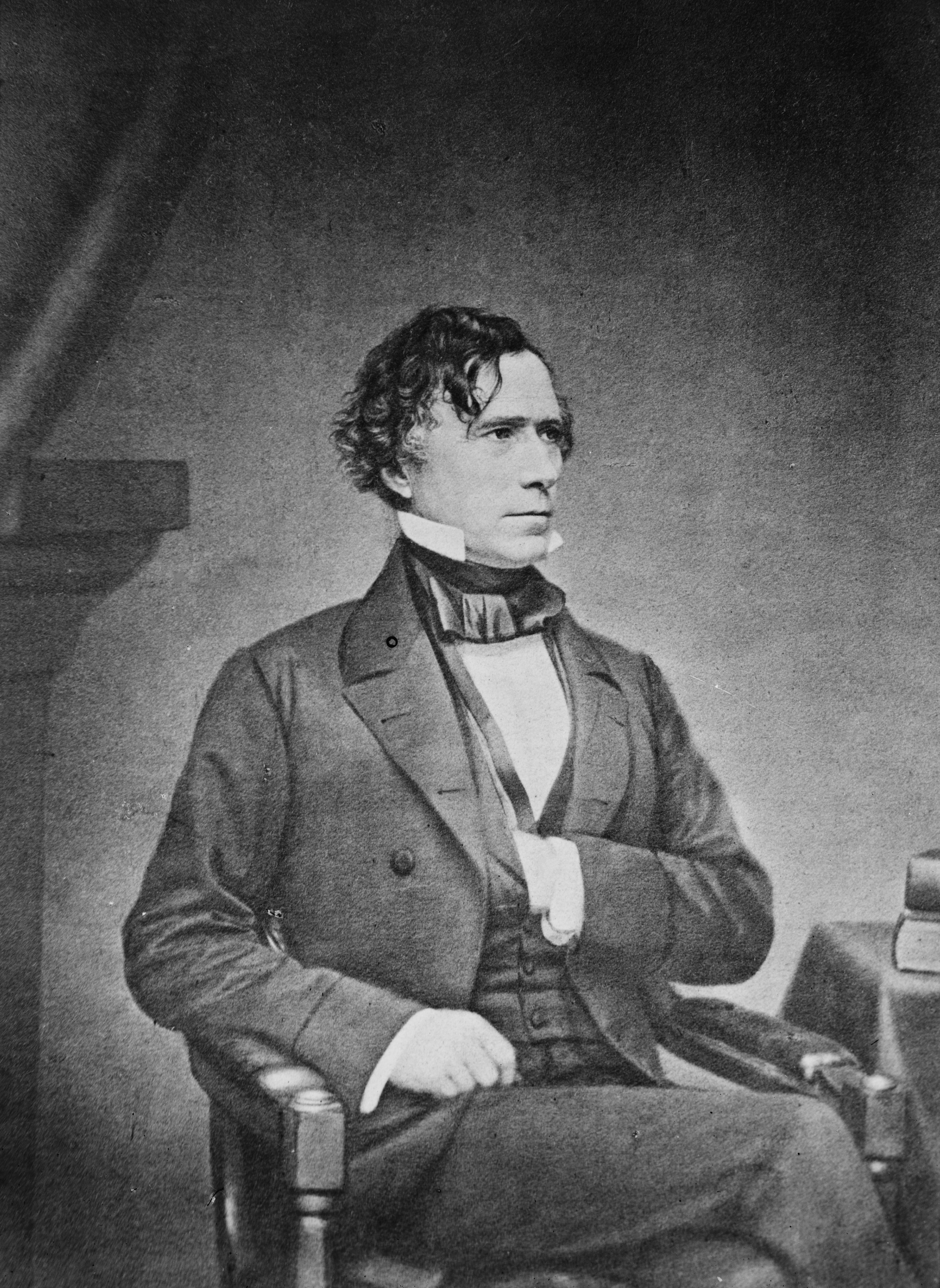
Portrait photographique de Franklin Pierce.

Le 12 novembre 1852, après leur lune de miel, Helen Hunt et Edward Bissel Hunt s'installent à Washington. En juin 1853 Edward est envoyé en mission à New York, Helen découvre les tristesses de la vie de femmes de militaires. enceinte, elle ne souhaite pas passer l'été dans la solitude, elle rejoint les Palmer à leur cottage de Mattapoisett dans le Massachusetts puis elle retourne à Washington où le 30 septembre 1853, elle donne naissance à un fils Murray Hunt. Après le réveillon de la Saint-Sylvestre, elle confie son fils à une nourrice et se joint à son époux pour vivre dans la résidence de Francis Pretson Blair (connue depuis comme la Blair House) où logent plusieurs membres du cabinet du président des États-Unis Franklin Pierce,.

#### Premières prises de position
Lors des discussions à la Blair House, Helen Hunt affiche avec fermeté des convictions au sujet de l'abolition de l'esclavage et du droit des femmes. Elle défend avec véhémence La Case de l'oncle Tom de Harriet Beecher Stowe qui vient d'être publié sous forme de livre après l'avoir été sous forme de feuilleton par le journal abolitionniste The National Era (en). Mais en présence d'Edward elle met sous silence ses prises de parties, elle connait ses opinions et combien il déteste les antiesclavagistes,.

#### Tragédies
En avril 1854, Helen Hunt apprend la mort de son grand-père maternel décédé pendant son sommeil. Au début de l'été 1854, elle souhaite se détendre avec son fils Murray et sa nourrice au village de Sleepy Hollow non loin de la bourgade de Tarrytown et y lire la nouvelle La Légende de Sleepy Hollow de  Washington Irving contenue dans le recueil Le Livre d'esquisses. Au début du mois d'août 1854, Murray tombe malade et malgré les soins prodigués par les médecins, il meurt le 22 août 1854 des suites d'une tumeur du cerveau. Edward Hunt n'émet ni geste ni parole qui pourraient atténuer l'affliction  de son épouse. Après l'enterrement de son fils à Westpoint, elle repart à Washington,.

#### L'Église unitarienne

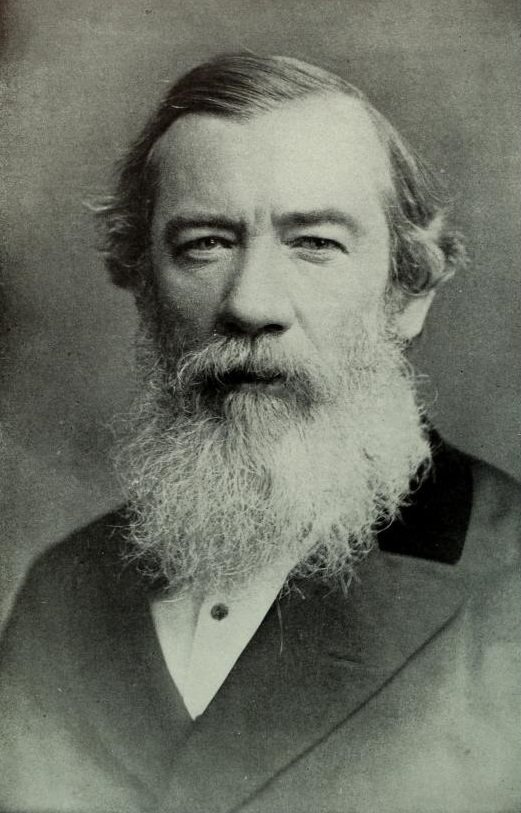
Portrait photographique de Moncure D. Conway.

Helen Hunt est le témoin de sa sœur Anne Scholfield Fiske lors de la cérémonie de mariage avec Everett Colby Banfield célébrée le 28 octobre 1854 par un pasteur unitarien. Intéressée par l'unitarisme, Helen Hunt assiste aux sermons du pasteur unitarien Moncure Daniel Conway donnés à l'Église unitarienne de toutes les âmes de Washington,.

#### Un mentor
Le pasteur Moncure Daniel Conway devient un familier des Hunt. Helen le surnomme « Monk ». Il lui fait découvrir ses auteurs préférés  comme Nathaniel Hawthorne, Margaret Fuller, Ralph Waldo Emerson et d'autres, jouant ainsi un rôle de mentor littéraire vis-à-vis de Helen Hunt. Il la conforte également dans sa détestation de l'esclavage, que lui même qualifie de « pire des péchés »  lors d'un sermon en date du 29 octobre 1854. En fixant l'attention de Helen Hunt sur la littérature et la poésie, il l'aide à surmonter ses deuils,.

#### Rennie
Le 14 août 1855, Helen Hunt prend le bateau pour Providence pour assister à une réunion de l'Association américaine pour l'avancement des sciences qui se tient à l'université Brown. Elle se fait des amies, comme Jeanne Carr, Ann Charlotte Botta qui vient d'épouser le professeur Vincenzo Botta (en) en mars 1855, La maison des Botta est ouverte aux grands noms de la littérature comme Edgar Allan Poe, Margaret Fuller, Parke Godwin (journaliste) (en), Nathaniel Parker Willis, Henry Longfellow. Ann Charlotte Botta se fait un plaisir de présenter son amie Helen Hunt à  ces auteurs. Après une semaine passée auprès de Ann Charlotte Botta, Helen Hunt retourne à Roxbury en compagnie de Edward Hunt. Le 2 décembre 1855 Helen Hunt accouche d'un garçon Warren Hosford Hunt que sa mère surnomme « Rennie »,.

#### La guerre de Sécession (1861-1865)

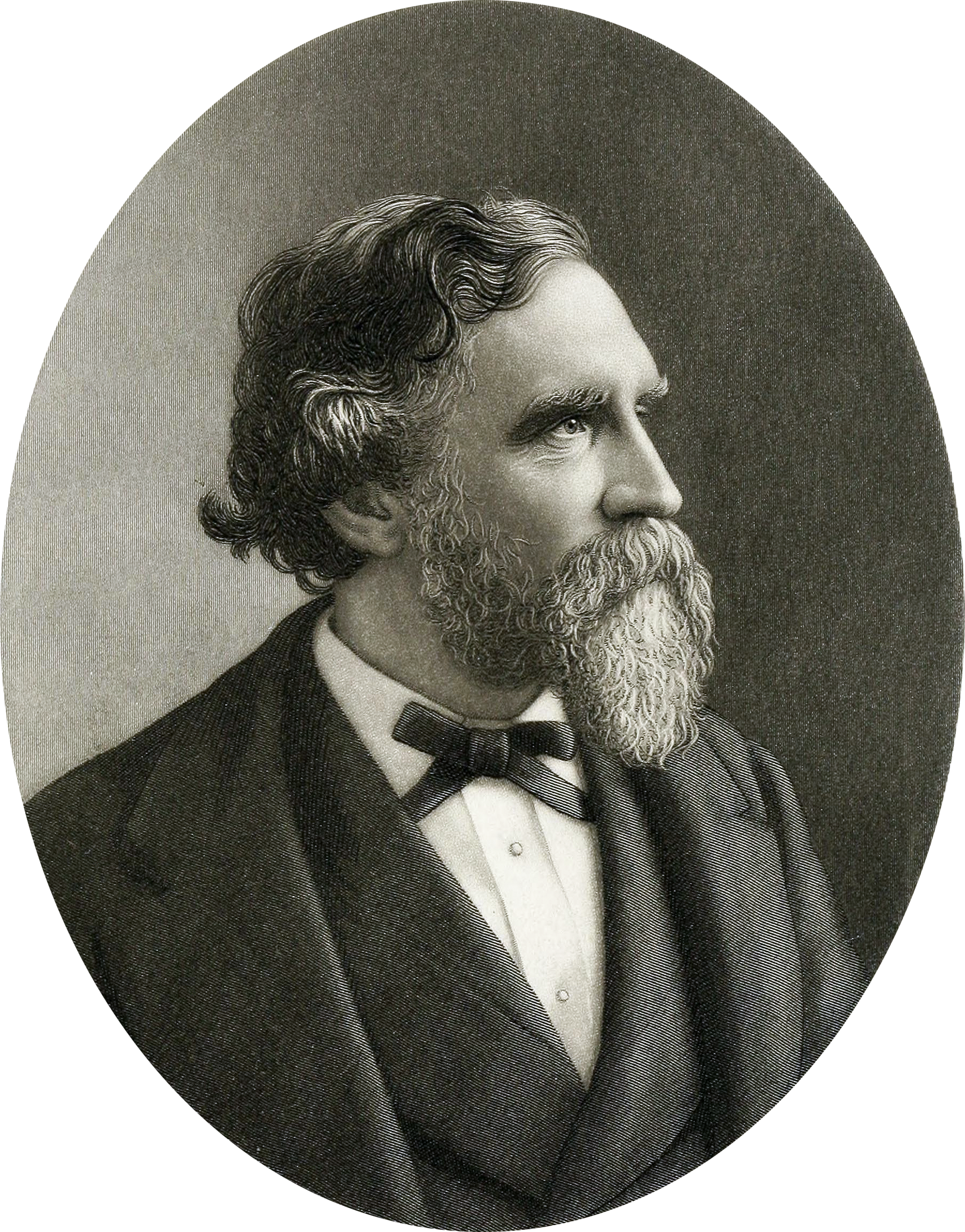
Photographie de Samuel Bowles.

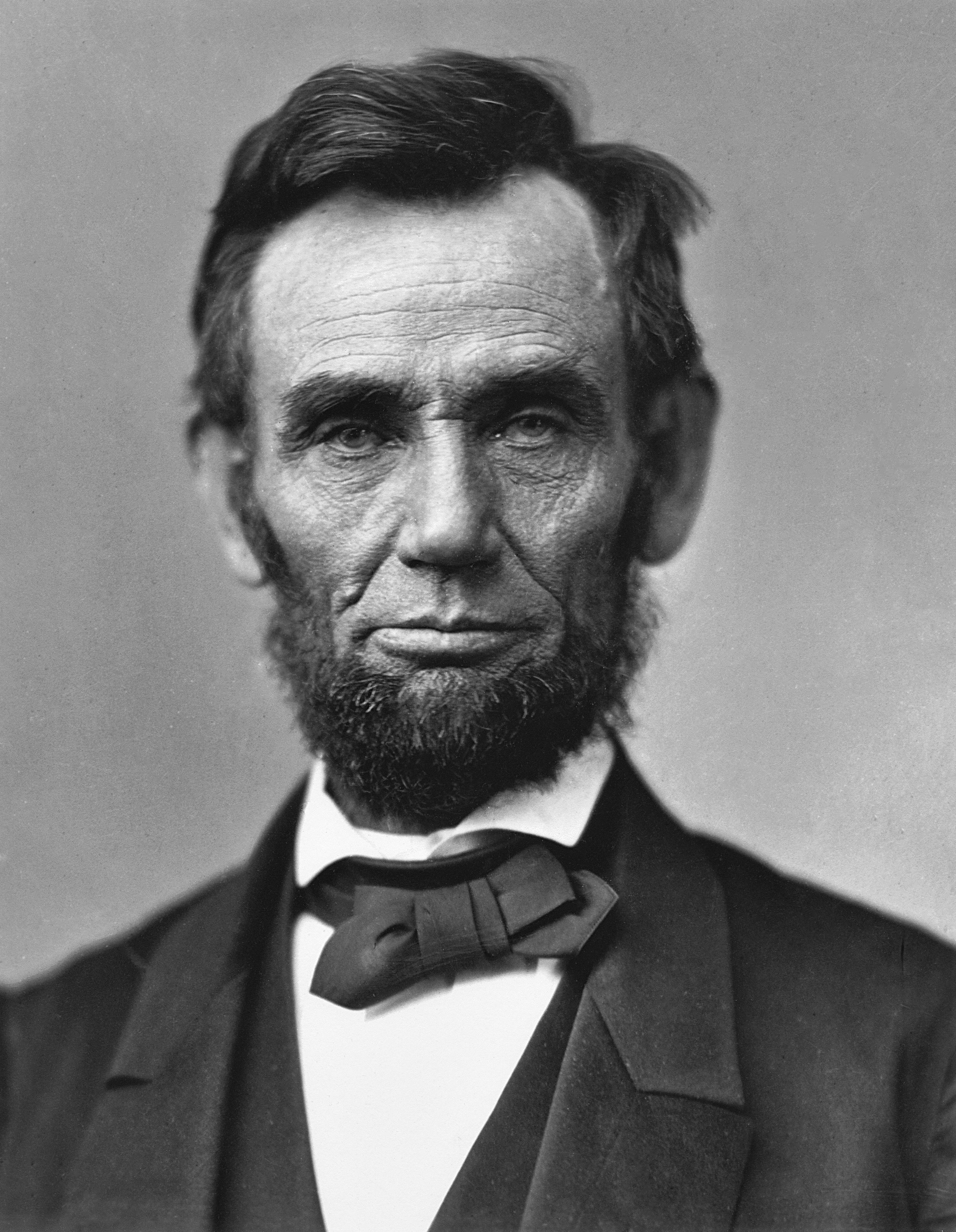
Portrait photographique d'Abraham Lincoln, prise en novembre 1863.

Depuis la naissance de son fils « Rennie », Helen Hunt connait les jours les plus heureux de sa vie. Elle rend régulièrement visite à Emily Dickinson, cette dernière lui présente en 1856 Samuel Bowles (journaliste) (en), directeur de publication du journal abolitionniste The Republican de Springfield dans le Massachusetts.

##### La guerre de Sécession éclate
Déjà à partir de 1856, commencent des troubles entre les États du Sud et ceux du Nord. En mai 1859, le Parti républicain désigne Abraham Lincoln comme son candidat à l'élection présidentielle américaine de 1860. Cette nomination est liée à un programme anti-esclavagiste qui fait monter les tensions avec le Sud. Edward Hunt pense que désormais la guerre est inévitable. Récemment promu au grade de capitaine il est envoyé à Key West pour organiser la défense du fort Taylor. En avril 1861, les premiers combats ont lieu. En mai 1861, Helen Hunt voit défiler le premier régiment d’infanterie de New Haven avec dans ses bras son fils.

##### L'engagement des époux Hunt

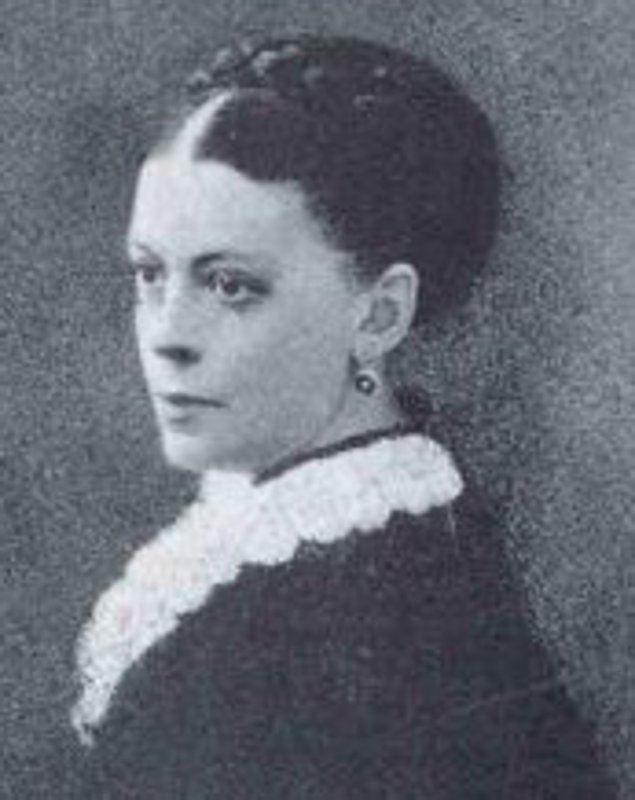
Photographie de Sarah Chauncey Woolsey.

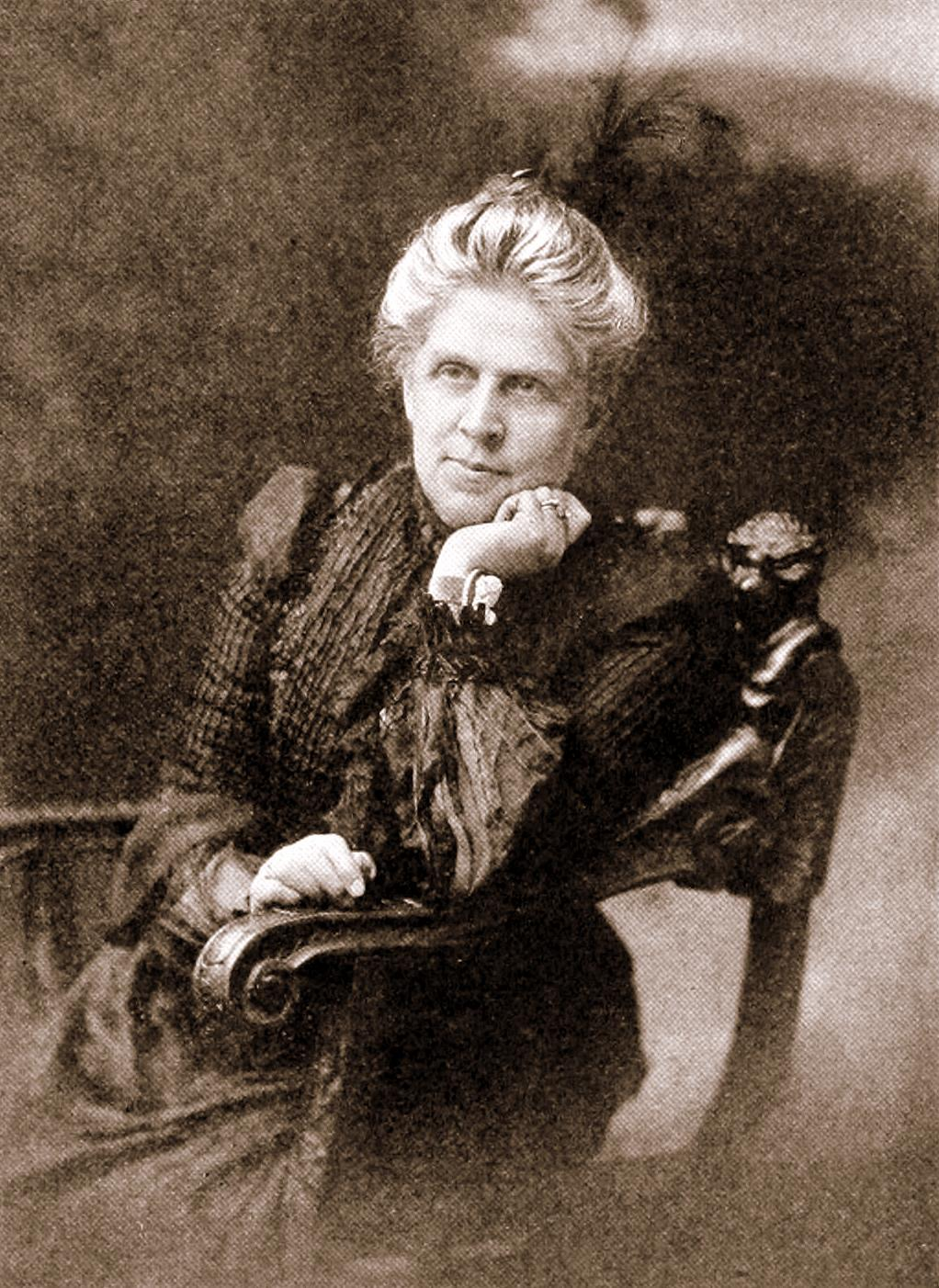
Photographie de Harriet Williams Russell Strong, dite Hattie Russell.

Edward Hunt est promu au grade de major et est envoyé en Virginie pour diriger les régiments du comté de Shenandoah. De son côté, le 8 août 1860 Helen Hunt fait ses bagages et emmène son fils chez les parents d'Emily Dickinson avant de rejoindre sa sœur Anne à Roxbury dans le Vermont. Après les fêtes de Noël de 1861, Helen Hunt quitte le Vermont pour retourner à Amherst qu'elle atteint en janvier 1862. Durant l'été 1862, le Nord se remet mal de sa défaite lors de la seconde bataille de Bull Run. Au printemps 1863, Helen Hunt s'engage comme infirmière auprès de l’hôpital militaire de Amherst pour soigner les soldats de l'Union. Elle suit Sarah Chauncey Woolsey et Harriet Williams Russell Strong dite Hattie Russell pour travailler au sein du Yale New Haven Hospital (en). Comme tant d'autres , elle fête la proclamation d'émancipation promulguée par le président Abraham Lincoln le 1er janvier 1863. Même si la paix est encore loin, la journée du 6 août 1863 est déclarée jour d'actions de grâces par le président,.

##### Edward Hunt victime d'un accident mortel
Edward Hunt est envoyé au New York Navy Yard, un chantier naval new-yorkais. Là, il met au point une mine marine de son invention. Le 30 septembre 1863, il fait des essais, une explosion accidentelle le blesse, il est transporté d'urgence au Brooklyn Naval Hospital, il y décède le 2 octobre 1863 des suites de ses blessures avant que Helen Hunt ait pu se rendre à son chevet,,,.
Après comme major de l'Union Army, Edward Hunt bénéficie d'une cérémonie funéraire militaire selon le rite lié à son rang lors de son enterrement au cimetière de West Point, cérémonie à laquelle assiste sa veuve, Helen Hunt et leur fils Rennie.

##### Le retour à New Haven et la fin de la guerre
Après la mort de son mari, Helen Hunt vend leur maison de Washington pour s'installer avec son fils dans un appartement de plusieurs pièces à New Haven. cela lui permet de chercher du réconfort auprès des Palmer, de Jennie Abbott et de sa sœur Anne. C'est là quelle apprend la reddition du général Robert E. Lee au terme de la bataille d'Appomattox Court House, le 9 avril 1865 qui met fin à la guerre de Sécession.

#### Une nouvelle épreuve tragique
Helen Hunt, comme ses proches, profite du retour de la paix et des jours heureux. Lors d'une promenade avec sa sœur Anne, elle oublie de prendre une écharpe et des jambières pour protéger Rennie du froid. Le lendemain, Rennie est pris d'une forte fièvre, et tombe dans un état léthargique. Helen Hunt fait venir un médecin qui diagnostique un croup. L'enfant d'Anne développe les mêmes symptômes, il s'avère qu'il s'agit de la diphtérie. Helen Hunt l'attrape à son tour. Si un adulte peut se remettre de la diphtérie, il n'en est pas de même pour un enfant âgé de neuf ans, Rennie meurt le 13 avril 1865 deux jours avant l'assassinat d'Abraham Lincoln. Rennie est enterré au cimetière de West Point aux côtés de son père et de son frère,.

#### Les débuts littéraires

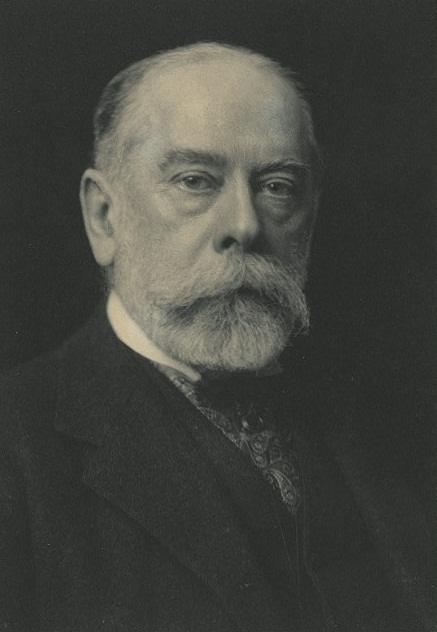
Portrait photographique de Edwin Lawrence Godkin.

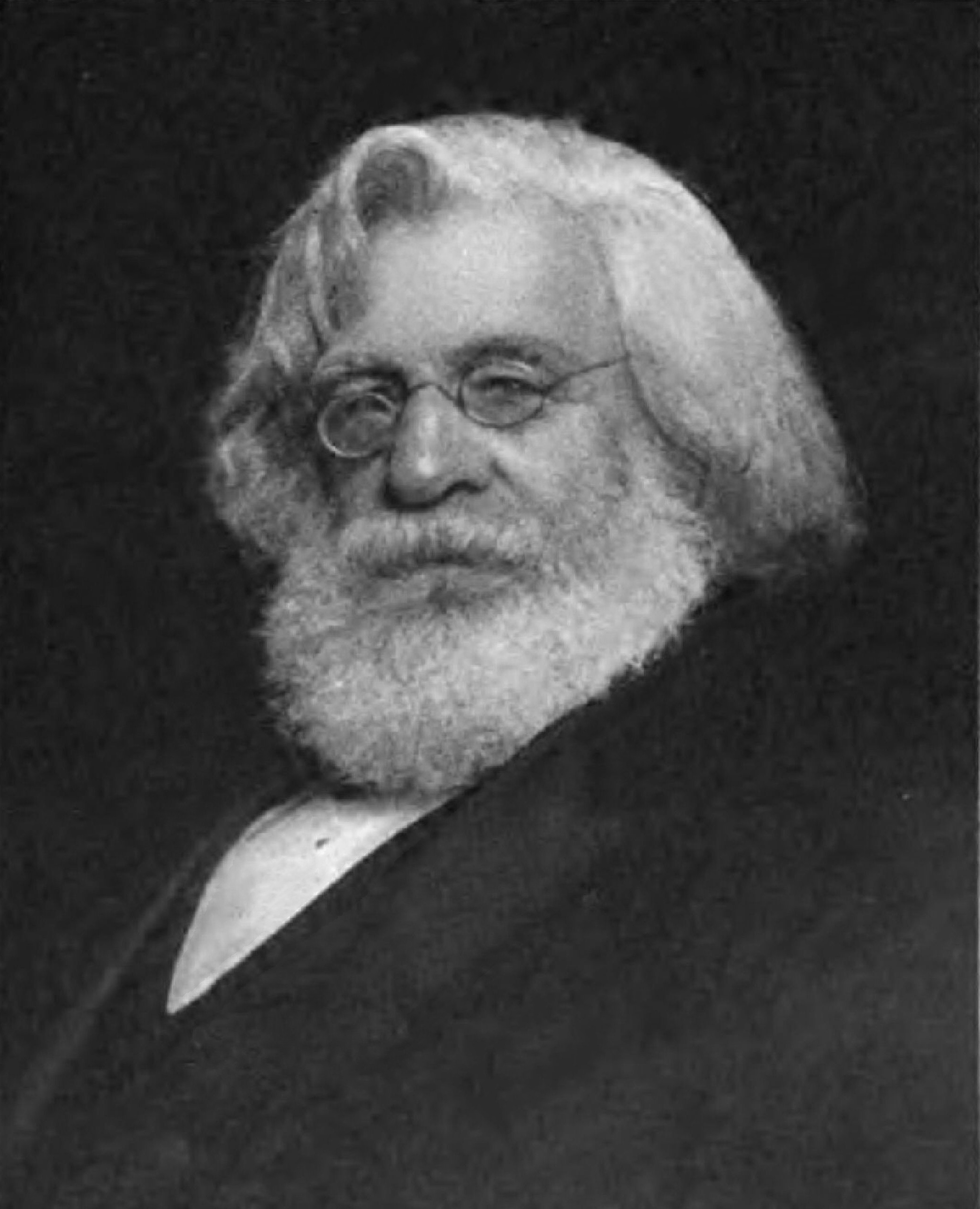
Portrait photographique du journaliste Parke Godwin.

Helen Hunt est profondément affligée par la perte de son fils, elle le pleure jour après jour, rêve de lui nuit après nuit. Jennie Abbott et Sarah Chauncey Woolsey lui disent qu'il faut mettre des mots sur sa souffrance. Helen Hunt envoie ses premiers poèmes à Parke Godwin (journaliste) (en), assistant du directeur de publication du New York Post, qui publie dans son numéro du 27 mai 1865 le poème « The Key to the Casket » signé par le pseudonyme « Marah », jeu de mots symbolique  « Ma of Rennie Hunt ». Parke Godwin encourage Helen Hunt à continuer d'écrire des poésies. « It Is Not All of Life to Live » parait le 30 juin 1865. Puis sur les conseils de Parke Godwin, Helen Hunt envoie un sonnet au titre de « Lifted Over » à l'hebdomadaire The Nation ; son fondateur et directeur de publication Edwin Lawrence Godkin, à sa lecture est « divinement surpris » et le publie. Pour Helen Hunt c'est la reconnaissance de son talent de poète,.
À l'époque de nombreux lecteurs voient d'un mauvais œil que les femmes puissent écrire, alors comme d'autres, elle signe avec le nom de plume « H.H. Marah » les deux H faisant références à ses initiales Helen Hunt.

#### Newport

##### Thomas Wentworth Higginson

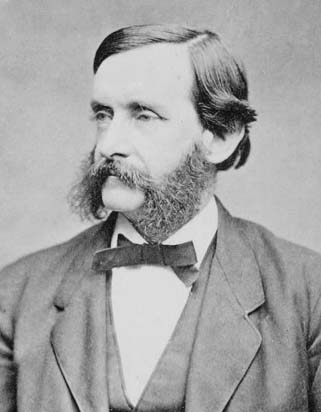
Portrait photographique de Thomas Wentworth Higginson.

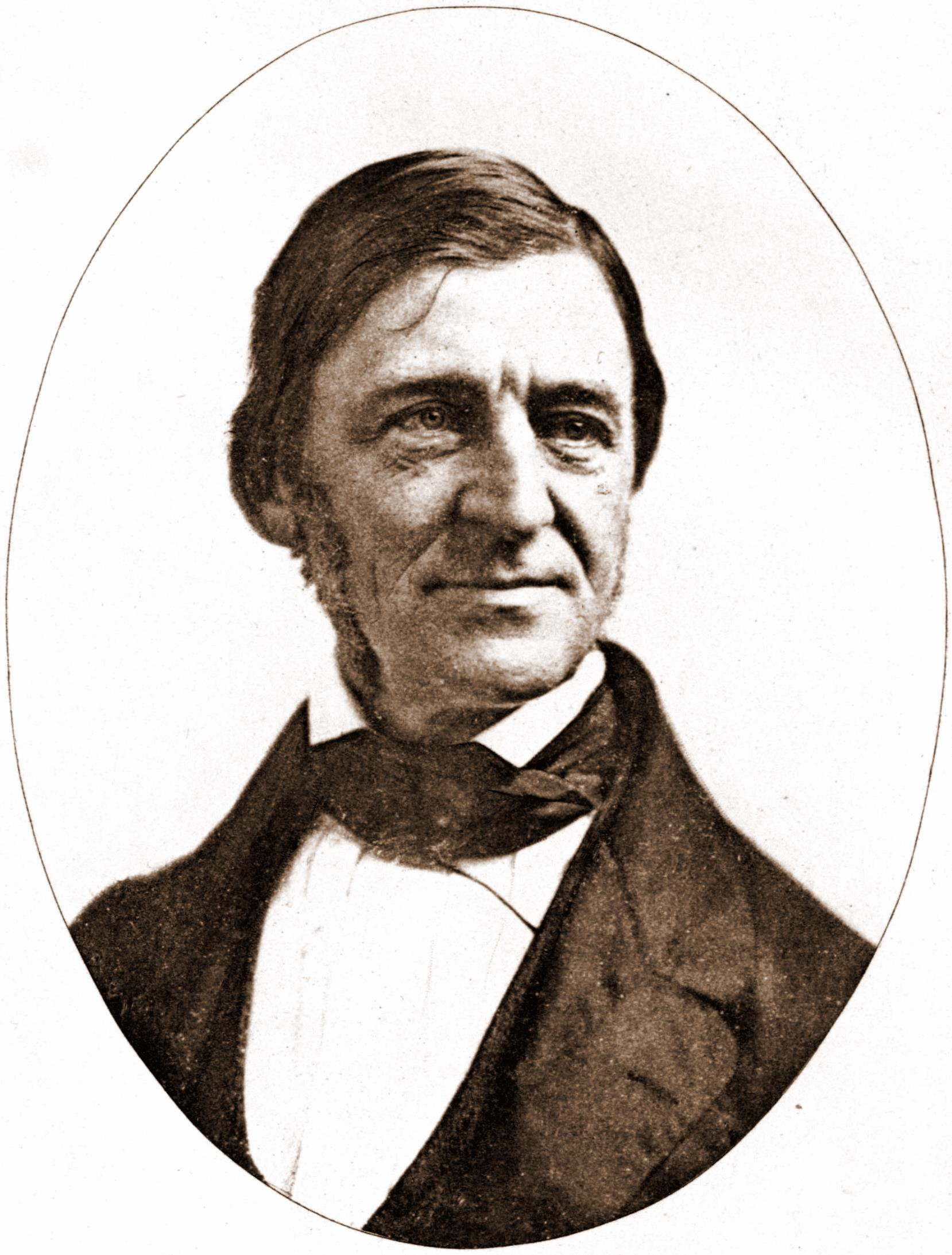
Portrait photographique de Ralph Waldo Emerson.

En 1866, Helen Hunt décide de s'installer dans la ville de Newport qui depuis les années 1860 est devenue le centre de la vie culturelle et artistique américaine. Selon le colonel Thomas Wentworth Higginson « Il y a ici (Newport) plus d'auteurs que dans n'importe quelle autre ville américaine », Sarah Chauncey Woolsey de son côté écrit au sujet des étés de Newport « C'est un havre de paix,...propice à l'étude, à une douce paresse et à se faire des amis ». Une fois arrivée, Helen Hunt est en quête d'un mentor qui pourra l'aider, la conseiller et en qui elle aura toute confiance, elle trouve avec le colonel Thomas Wentworth Higginson cette personne. Elle le connait depuis une dizaine d'années, elle l'a rencontré à Providence et depuis elle lit régulièrement ses articles et récits publiés par l'Atlantic Monthly. Thomas Wentworth Higginson et sa femme Mary Higginson vivent à Newport depuis 1864. Le 10 février 1866, Helen Hunt loge dans la même pension de famille que celle des Higginson. Cette pension de famille est gérée par Hannah Dame, une quaker, qui lors des repas invite souvent Helen Hunt à raconter des histoires auprès de la tablée. En l'écoutant Thomas Wentworth Higginson confie à son épouse « elle semble brillante et conviviale et il se pourrait bien qu'elle accède à la notoriété ». Durant les soirées, Helen Hunt devise avec Thomas Wentworth Higginson soit dans le couloir menant au hall d'entrée, soit dans ses appartements. Thomas Wentworth Higginson la met en relation avec la peintre Sarah Clarke (peintre) (en), elles deviennent amies. Sarah Clarke à son tour la présente à Ralph Waldo Emerson et son épouse,.

##### Nouvelles poésies

###### Theodore Tilton

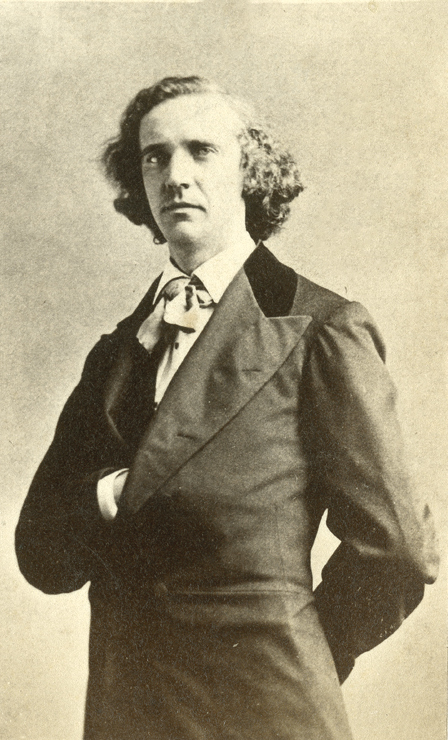
Photographie de Theodore Tilton.

Sous la houlette de Thomas Wentworth Higginson, Helen Hunt peaufine l'écriture, le style de ses poèmes. Deux de ces nouvelles poésies sont publiées dans les colonnes du New York Post et une autre poésie Tryst est publiée par The Nation dans son numéro du 12 avril 1866. Elle signe ses poèmes avec ses initiales H.H. qui semble préférable aux pseudonymes tels Fanny Fern pour Sara Willis Parton ou Grace Greenwood pour Sara Jane Lippincott. Helen Hunt est également publiée par le New York Independent, journal dont le directeur de publication est Theodore Tilton (en), journal  couru par de nombreux auteurs et connu pour ses articles signés par des unitariens. Le poème Hagar est le premier à être publié par le New York Independent, il est vivement apprécié par Theodore Tilton et ce dernier commande à Helen Hunt d'autres poèmes. Helen Hunt devient une collaboratrice régulière du New York Independent, qui publiera plus de trois cents de ses poèmes et de nombreux récits.

###### James Thomas Fields

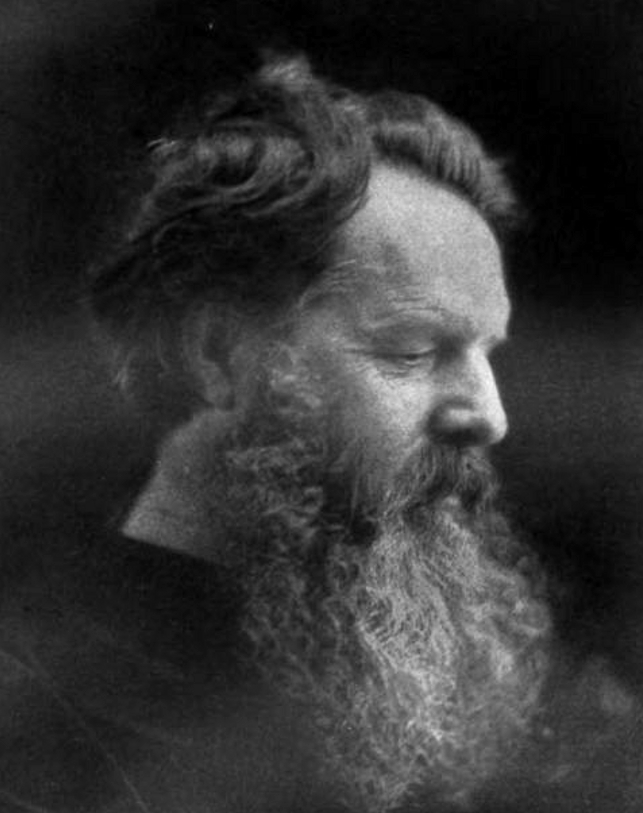
Photographie de James Thomas Fields prise par Julia Margaret Cameron.

Au printemps 1867, sur les conseils de T. W. Higginson, Helen Hunt envoie par la poste plusieurs poèmes à l'attention de James Thomas Fields, le directeur de publication du magazine The Atlantic. ces poèmes sont refusés comme d'autres qu'elle envoie ultérieurement.

#### La question du féminisme

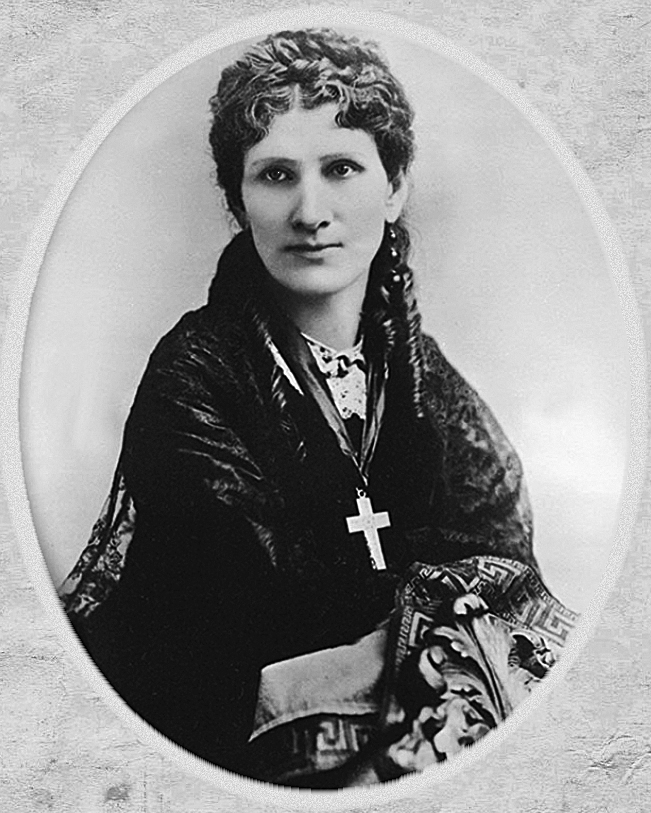
Portrait photographique de Anna Leonowens.

Si Helen Hunt est intransigeante quant à l'égalité des rémunérations pour les femmes, en revanche elle est très critique envers ce qu'elle considère comme les professionnelles du féminisme et rédige des articles satiriques contre elles et le droit de vote des femmes. Si impétueuse soit-elle, Helen Hunt a l'esprit ouvert et revient sur ses jugements quand elle s’aperçoit qu'elle a tort. Ses critiques des conférences tenues par des féministes prennent fin quand elle rencontre la féministe britannique Anna Leonowens,. Immédiatement elle est charmée par sa personnalité, devient son amie, et organise une conférence présidée par Anna Leonowens à l'opéra de Newport, pour que la salle soit comble, Helen Hunt en fait une large publicité, et vend elle même des billets d'entrée. L'enthousiasme d'Helen Hunt envers Anna Leonowens et la cause du féminisme étonne aussi bien ses amis qui en restent stupéfaits que T. W. Higginson.

#### La Nouvelle Écosse et autres voyages

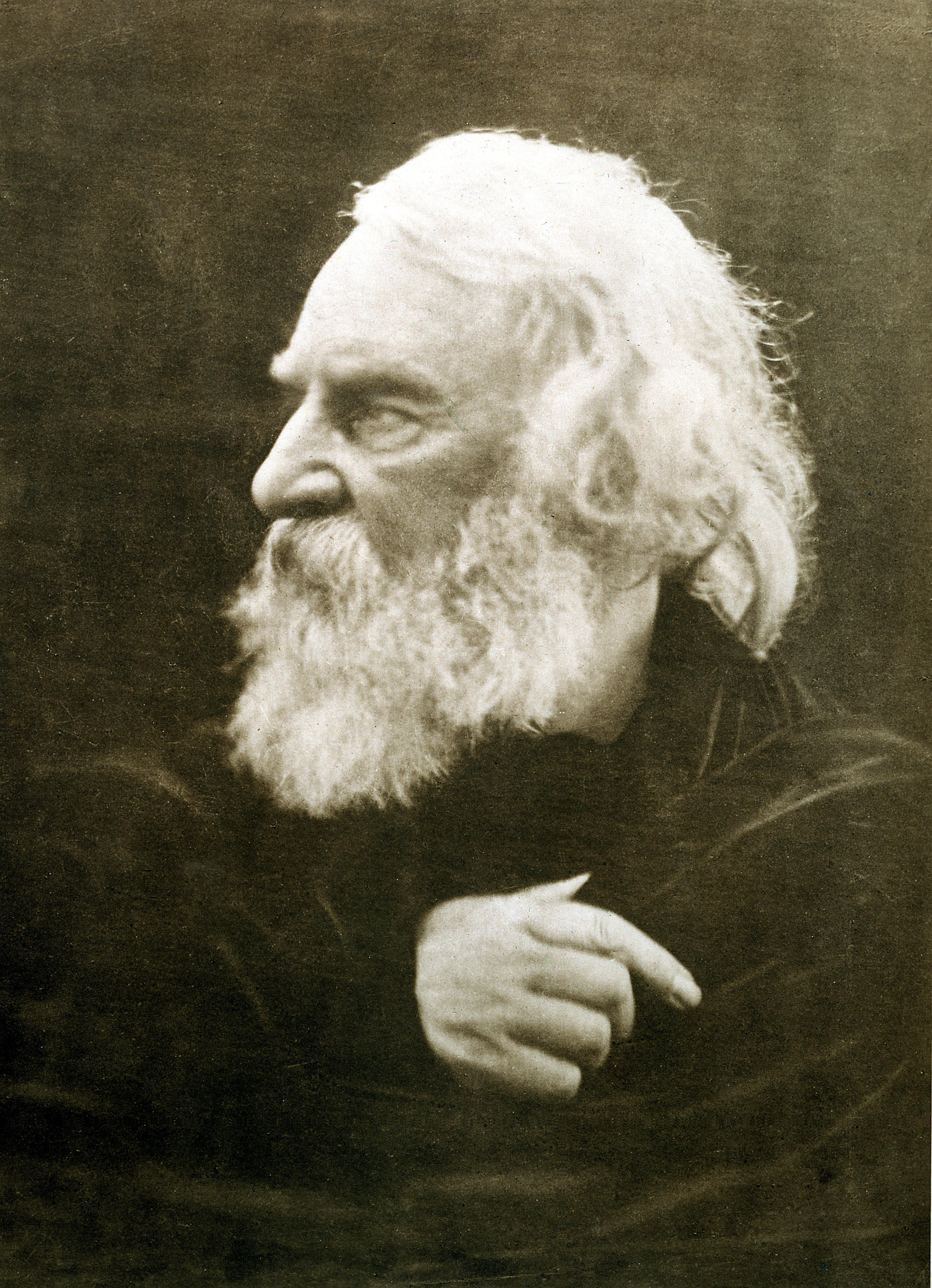
Portrait de Henry Longfellow, photographié par Julia Margaret Cameron.

En juin 1866, Helen Hunt prépare un voyage à la Nouvelle-Écosse en compagnie de Sarah Clarke et de sa nièce Lilian. Les Clarke prennent le bateau au port Lewis Wharf (en) de Boston pour Halifax, elles y débarquent le 10 juin 1867 où Helen Hunt les attend. Les trois femmes sillonnent la Nouvelle-Écosse pendant trois semaines pour se rendre aux endroits où Henry W. Longfellow a écrit son poème Evangeline. De retour, Helen Hunt écrit deux récits de voyage signés « Rip van Winkle ». En  juillet 1866, de retour de la Nouvelle-Écosse, elle part avec amie Priscilla Stearns pour le Vermont et le New Hampshire. Elles passent un mois à Brattleboro où réside la sœur de T. W. Higginson, puis quelques semaines à Bethlehem. Helen Hunt publie le récit de leur randonnée au Mont Washington titré In the Mountains,.

#### Ecrire pour la jeunesse

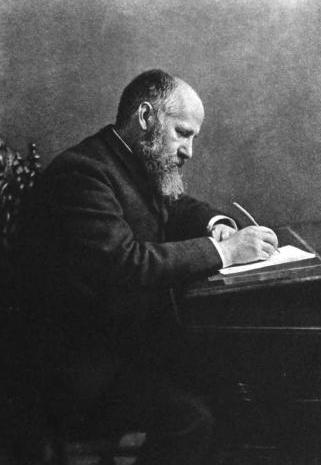
Photographie de Horace Scudder,

Voulant élargir son horizon littéraire, Helen Hunt s'essaie à la littérature pour la jeunesse, se disant qu'elle ferait mieux que les Dotty Dimples de Sophie May. Elle commence par traduire la nouvelle Bathmendi de Jean-Pierre Claris de Florian. La traduction est publiée par Aaron K. Loring, un directeur de publication et un libraire de Boston, qui a publié Moods de Louisa May Alcott et des livres pour adolescents de Horatio Alger. Ses premiers livres pour la jeunesse sont inspirés par des événements de sa propre jeunesse. Horace Scudder (en), le directeur de publication du mensuel Riverside Magazine For Young People (en) publie sa nouvelle A Christmas Tree for Cats qui sera suivie par bien d'autres.

#### Séjour à Block Island

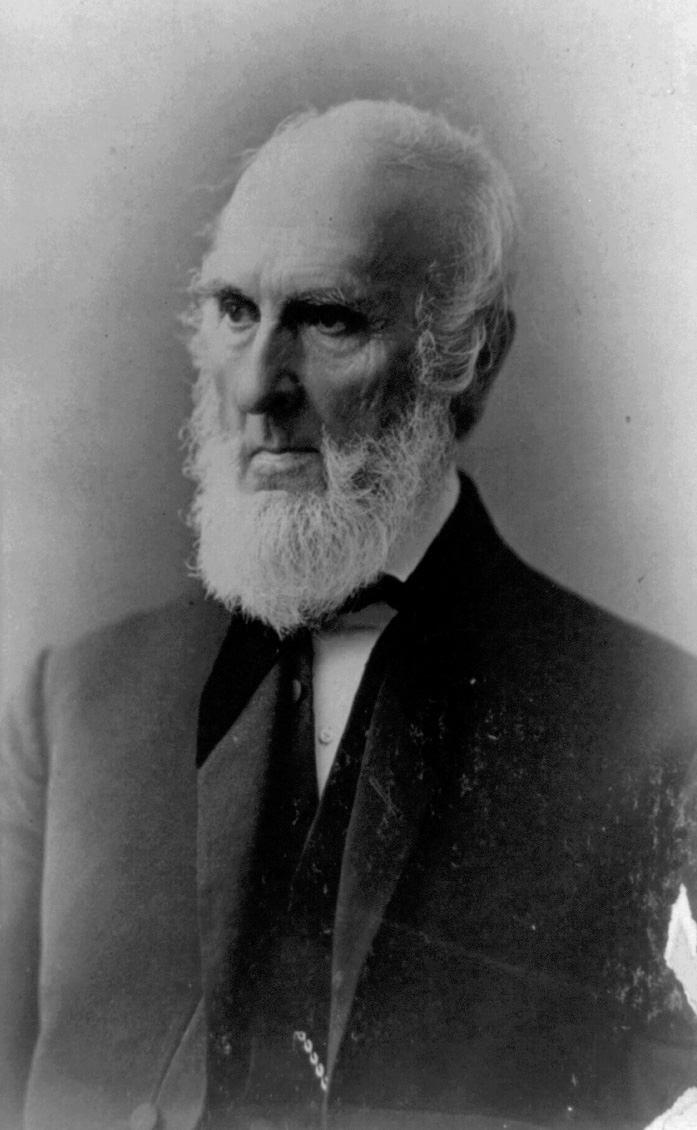
Portrait photographique de John Greenleaf Whittier.

Toujours en quête de nouveaux sites à découvrir, en 1868, Helen Hunt s'embarque pour l'île de Block Island. Une fois arrivée elle sillonne l'île à l'aide d'une charrette sur des chemins pierreux. Elle n'y retrouve pas de preuves concernant des apparitions du vaisseau fantôme le Princess Augusta connu également sous le nom de Palatine, navire naufragé en 1738 à proximité de Block Island. Ces apparitions supposées, nommées Palatine Light (en) ont donné lieu à une légende reprise par John Greenleaf Whittier par son poème The Palatine paru dans la revue The Atlantic de janvier 1867. Toutefois, elle a découvert une tombe qui date du XVIIe siècle et un étang avec de multiples nénuphars blancs et jaunes. Le récit de son séjour à Block Island est publié par le Post durant l'été 1868.

#### La reconnaissance
Quand Helen Hunt retourne à Newport en octobre 1868, par ses nombreuses publications elle s'est faite un nom. T. W. Higginson l'inclue dans un article The Female Poets of America publié par The Independent.où elle est citée aux côtés de Louisa May Alcott et d'Harriet Beecher Stowe.

#### Un voyage à travers l’Europe

##### Séjour romain

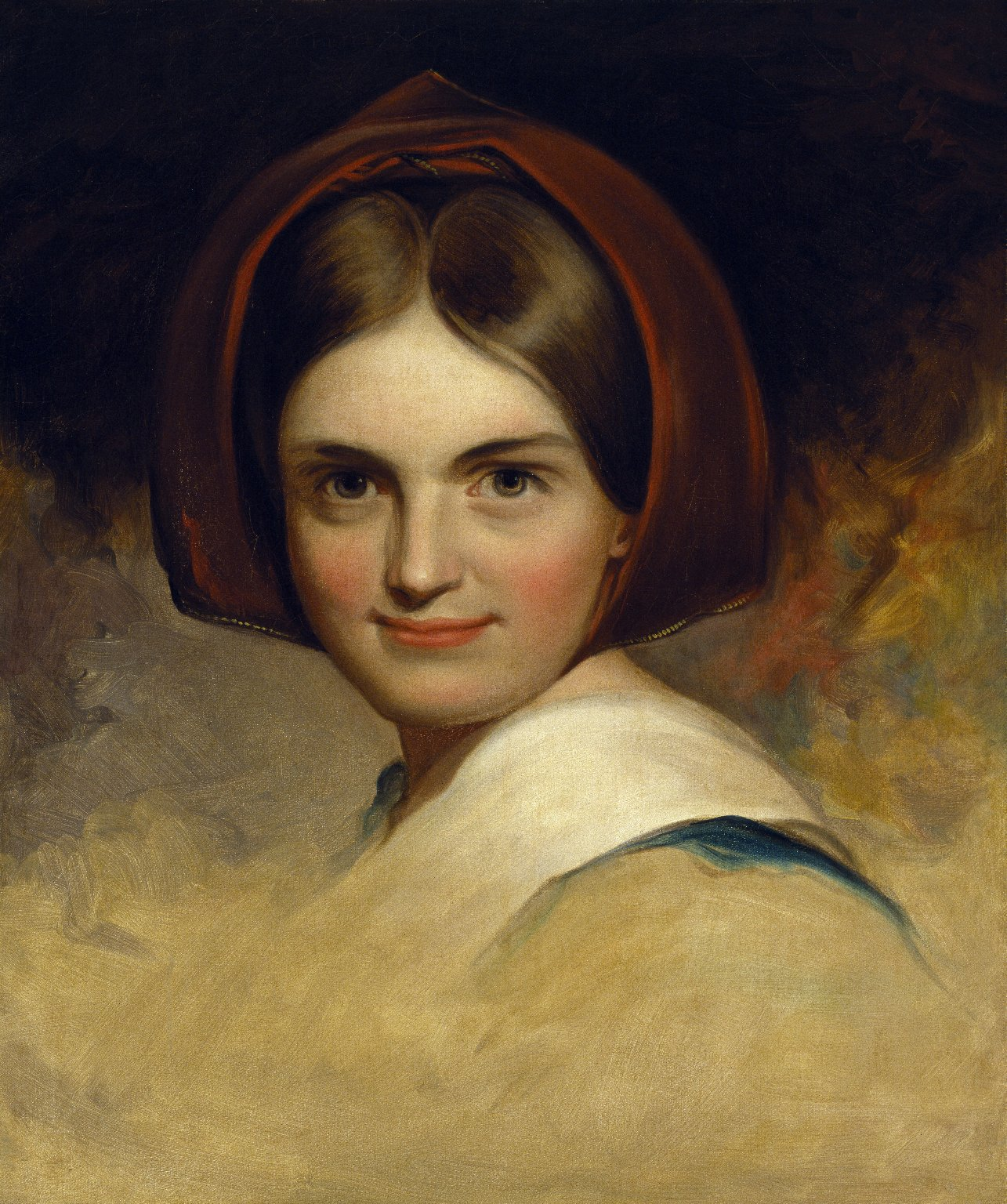
Portrait de Charlotte Cushman par le peintre Thomas Sully.

Sur les conseils de T. W. Higginson, Helen Hunt entame une tournée européenne pour se faire connaitre. Le 5 novembre 1868, elle s'embarque à bord du S.S. China avec deux amies Priscilla et Ellen Stearns pour joindre Liverpool. De là, elles se rendent successivement à Londres, Paris et en décembre 1868 à Rome. Tout au long de ses pérégrinations Helen Hunt prend des notes qu'elle envoie par courrier à sa belle sœur Moly Hunt, Jennie Abbott, Anne Charlotte Botta et Vicenzo Botta et à T. W. Higginson. À Rome, ses amies Sarah et Lilian Clarke lui présentent Margaret Foley qui pratique la sculpture. Helen Hunt, désireuse de mieux connaitre la vie romaine, loge dans une pension de famille sur la  Via delle Quattro Fontane à proximité du palais Barberini. Elle y fait la connaissance de l'actrice américaine Charlotte Cushman  qui s'est installée à Rome depuis 1865, Helen Hunt se rend à sa villa qui est un haut lieu de rencontres des personnalités de la vie littéraire et artistique romaine. Le 3 janvier 1869 elle envoie son récit sur son séjour romain et diverses poésies à T. W. Higginson qui sont publiées par diverses revues, chacun de ses poèmes est signé Helen Hunt mais les directions de publication mettent H.H, ce qui suscite une vive réaction de sa part « J'aimerais savoir de quel droit avez-vous remplacé Helen Hunt par H.H ? ».

##### Voyage en Bavière et dans l'Autriche-Hongrie
Après son séjour romain Helen Hunt se rend à Berchtesgaden dans le royaume de Bavière où elle s'installe dans ce qu'elle appelle une « Hill study », colline favorable à l'écriture, elle y mène, selon ses dires, une vie d’ermite. La paix y est telle qu'elle écrit à Sarah Clarke « même les poules semblent dormir ». Pendant ses promenades alentour elle lit Ralph Waldo Emerson et Henry Morris. Pour la première fois depuis son voyage européen elle est seule. Puis elle se rend à Gastein dans l'empire d'Autriche-Hongrie où elle retrouve Priscilla et Ellen Stearns avant de se rendre toutes les trois à Salzbourg. Mais malade, elle retourne à Gastein. Après un bref séjour à Munich Helen Hunt retourne en Angleterre pour Liverpool et le 22 janvier 1870, elle embarque à bord du S.S. Russia (de) pour retourner à Newport.

#### Le retour aux États-Unis

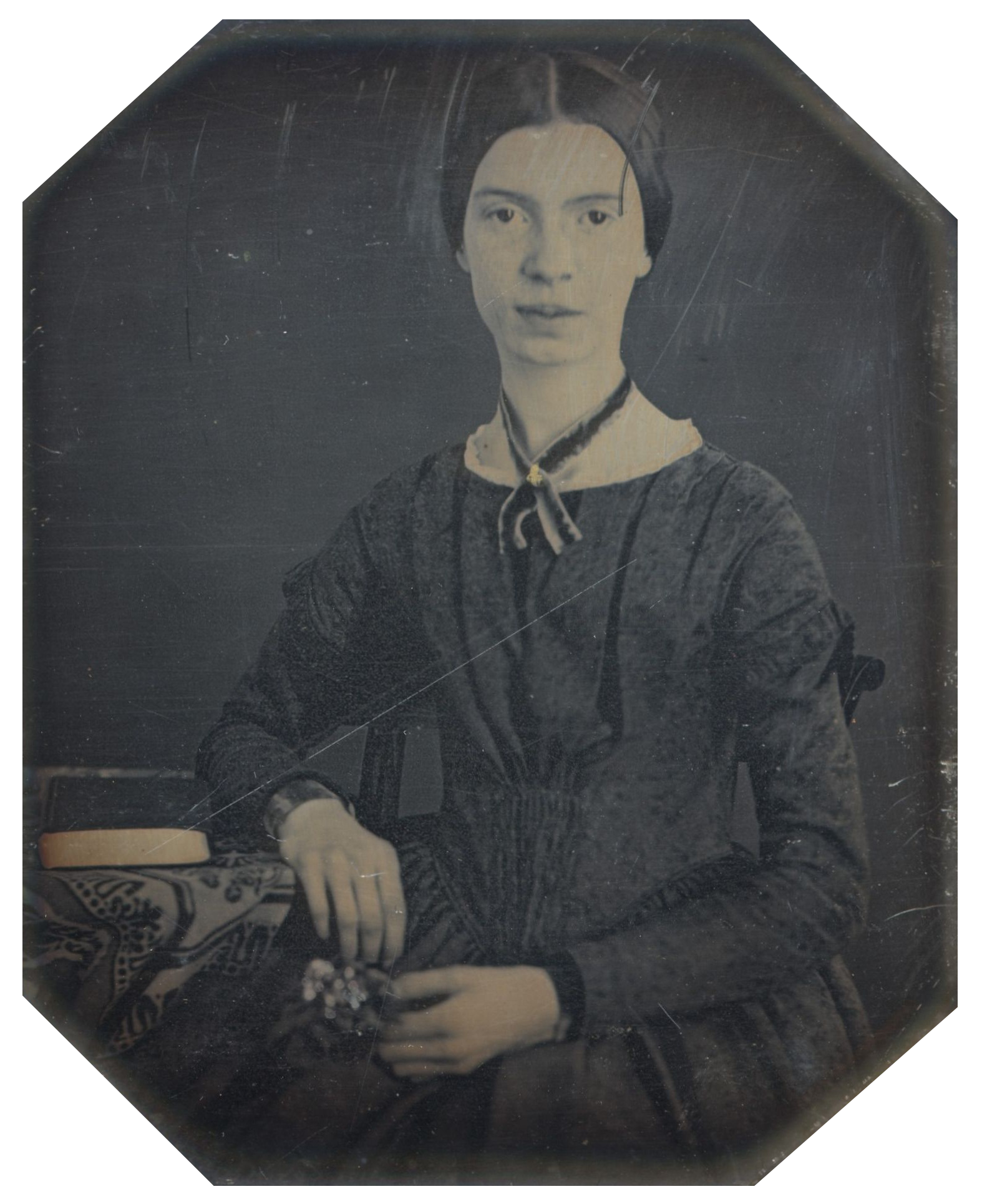
Daguerréotype de Emily Dickinson

Dès son retour aux États-Unis, Helen Hunt s'empresse de rejoindre Bethlehem ou elle reprend l'ensemble de ses notes pour en faire des récits et finaliser des poèmes. Elle achève son travail en mai 1870. Sarah Chauncey Woolsey vient lui apporter son soutien durant l'été 1870. Puis elle part pour Boston, elle fait un détour pour Amherst où elle espère pouvoir rendre visite à son amie d'enfance Emily Dickinson. D'après les lettres échangées, et Lavinia Dickinson, Helen Hunt a pu rencontrer Emily Dickinson, elle y serait restée pour une durée de deux semaines qu'elle aurait soumis plusieurs manuscrits pour obtenir l'avis de Emily Dickinson.

#### Helen Hunt, Sarah Chauncey Woolsey et la Californie

##### Reconnaissance confirmée
À Bethlehem, Sarah Chauncey Woolsey soumet à Helen Hunt le manuscrit de A New Year's Bargain, un recueil de nouvelles à destination de la jeunesse ayant pour thème la fête de Noël, recueil qu'elle a signé sous le nom de plume de Susan Coolidge. Après lecture du manuscrit, Helen Hunt envoie les nouvelles à James Thomas Fields, en lui précisant que Sarah Chauncey Woolsey a déjà été publiée par le Harper's Magazine. Finalement, Sarah Chauncey Woolsey envoie son manuscrit à la maison d'édition Roberts Brothers (en), qui publie son recueil de nouvelles en 1871. De son côté, Helen Hunt après de rudes négociations financières avec James Thomas Fields, ce dernier accepte de publier son récit de voyage à Gastein, titré Valley of  Gastein et d'autres articles dont Encyclicals of a Traveller dans les numéros d'Atlantic de juin, août et septembre 1870 . Le 26 décembre 1870 Helen Hunt envoie une lettre à James Thomas Fields où elle écrit « Je n'ai jamais écrit pour l'argent, j'écris par amour de l'écriture, mais une fois un manuscrit achevé je le fais imprimer pour l'argent ». Ainsi, réclame-t-elle la somme de 100 $ pour l'article Ampezzo en expliquant « une chose détestable est une bourse sans argent ! ». Juste avant le nouvel an Helen Hunt apprend que son recueil de poèmes Verses publié par la maison d'édition Osgood and Company fait l'objet d'une critique élogieuse par le Scribner's Monthly (en).

##### Le départ pour la Californie
Grâce aux revenus liés à ses droits d’auteur, Helen Hunt prend la décision durant l'été 1871 de se rendre en Californie en compagnie de Sarah Chauncey Woolsey. Elle achète un billet aller et retour auprès de l'Union Pacific et la Central Pacific d'un montant de 300 $. Elles prennent le train à la Erie Railroad Station de New York le 8 mai 1872 pour un voyage de dix jours avant d'atteindre San Francisco,.

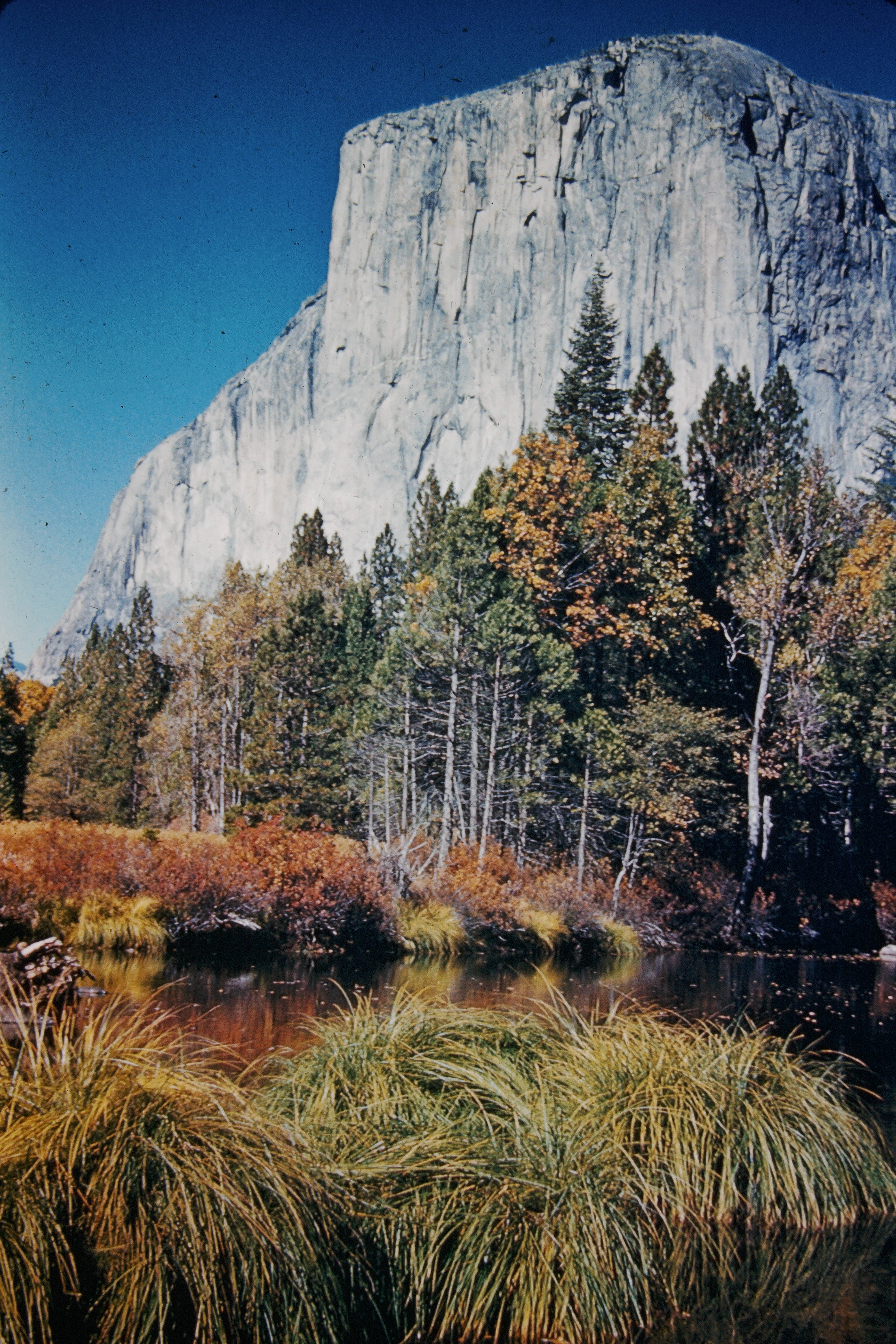
Pic El Capitan

##### San Francisco et ses environs

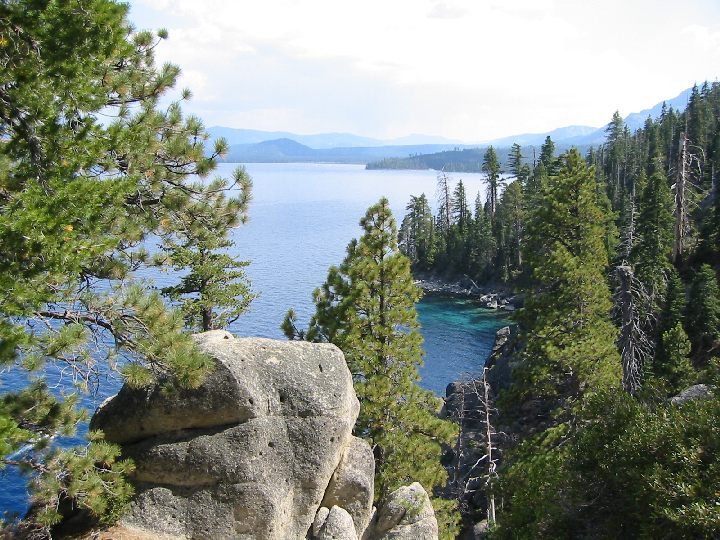
Lac Tahoe

Une fois arrivées à San Francisco, Helen Hunt et Sarah Chauncey Woolsey, visitent les alentours avec émerveillement, les monts Tamalpais et Diablo, la vallée de Santa Clara, le village de Santa Cruz, la vallée de Yosemite dans la Sierra Nevada. En voyageant dans la vallée de Yosemite, Helen Hunt apprend que le nom d'origine de cette vallée est Ah-Wah-Ne, nom qu'elle préfère à celui de Yosemite. Grâce à l'un des meilleurs guides de la région, John Murphy, elles découvrent Sentinel Rock, El Capitan, Glacier Point. Elles finissent leur découverte de la Californie en se rendant aux bosquets dits Calaveras Big Trees et au lac Tahoe,.

#### Le retour en Californie
Helen Hunt décide de retourner en Californie en 1872, plus précisément à White Mountains (Californie) (en), Sarah Chauncey Woolsey n'a pu l'accompagner du fait d'autres engagements.

##### Le soutien à Victoria Woodhull

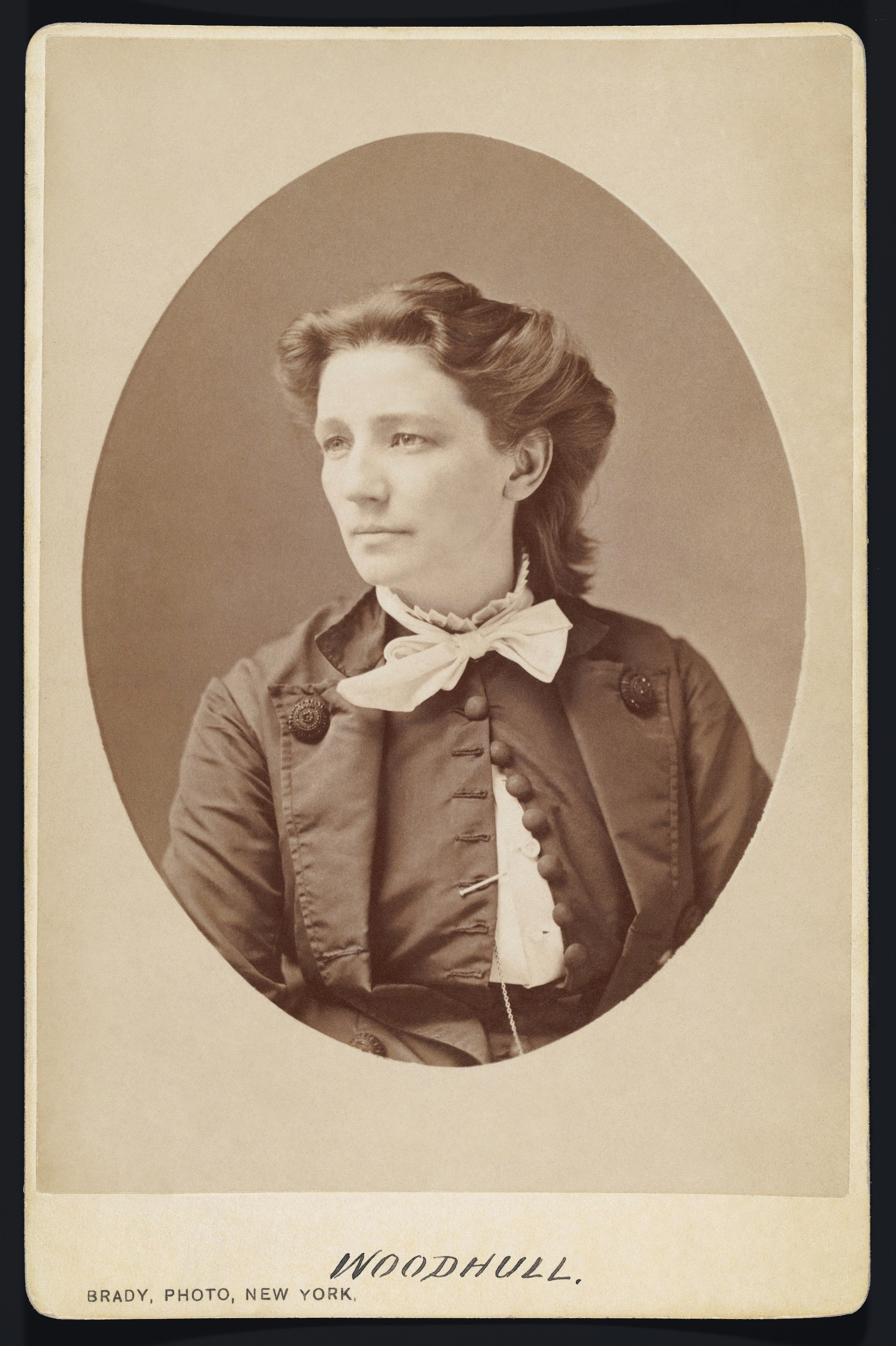
Portrait de Victoria Woodhull par le photographe Mathew Brady

Bien que les américaines n'aient point le droit de vote, la journaliste Victoria Woodhull se présente comme candidate à l'élection présidentielle américaine en 1872, avec pour programme l'égalité des droits pour les femmes. Helen Hunt soutient sa candidature, en déclarant qu'une femme ne peut être réduite à son rôle d'épouse et de mère.

##### La maladie

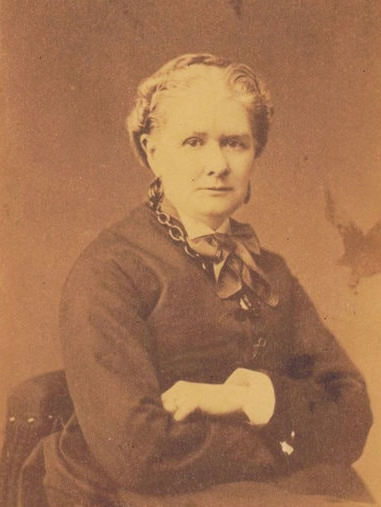
Portrait photographique d'Emma Stebbins.

En janvier 1872, Helen Hunt commence à souffrir d'une inflammation des bronches qui l’oblige à s'aliter. Elle pense qu'il s'agit de la diphtérie. Malgré cela elle maintient son activité littéraire et sa correspondance, elle envoie à  Charles Dudley Warner les premières pages de son récit de voyage Bits of Talk About Home Matters pour qu'il les publie dans son journal le Hartford Courant. Le journal The Republican annonce dans son numéro du 31 mai 1872 que Helen Hunt part pour un séjour de six semaines dans le Colorado, accompagnée de son ami Charles Guild. Helen Hunt malade supporte difficilement le voyage, elle est obligée de le ponctuer par des haltes et finalement retourne à Bethlehem où elle reçoit l'aide d'Emma Stebbins. Puis sa sœur aînée Anne Scholfield Fiske prend le relais. Malgré les soins et l'attention de sa sœur aînée et d'Emma Stebbins, Helen Hunt n'arrive plus à écrire. Elle arrive à écrire à Emily Dickinson pour lui demander s'il n'y aurait pas la possibilité de loger dans une pension de famille à Amherst, cette dernière lui répond que oui. Mais le voyage vers le Massachusetts est harassant quand elle arrive à Amherst, Helen Hunt reste prostrée pendant une douzaine d'heures. Son médecin, Cate Hamilton la soigne avec l'homéopathie, thérapie très prisée à l'époque. Helen Hunt retrouve ses moyens en octobre 1872. Helen Hunt reprend son projet pour s'installer dans le Colorado et au printemps 1873, elle part pour Denver où elle loue une chambre au Colorado Spring Hotel. Emma Stebbins la rejoint à Colorado Springs,.

#### Colorado Springs

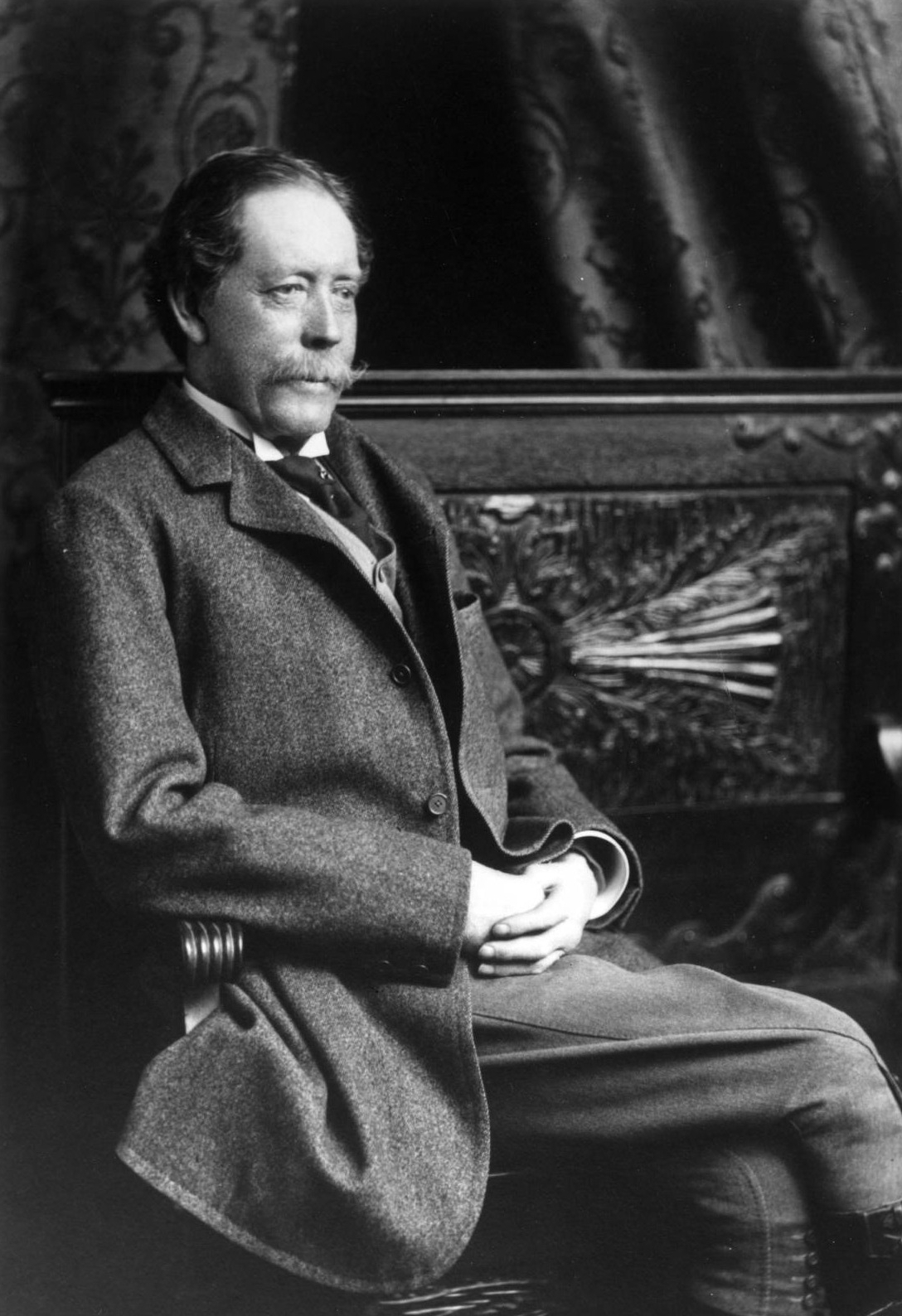
Photographie du général William Jackson Palmer.

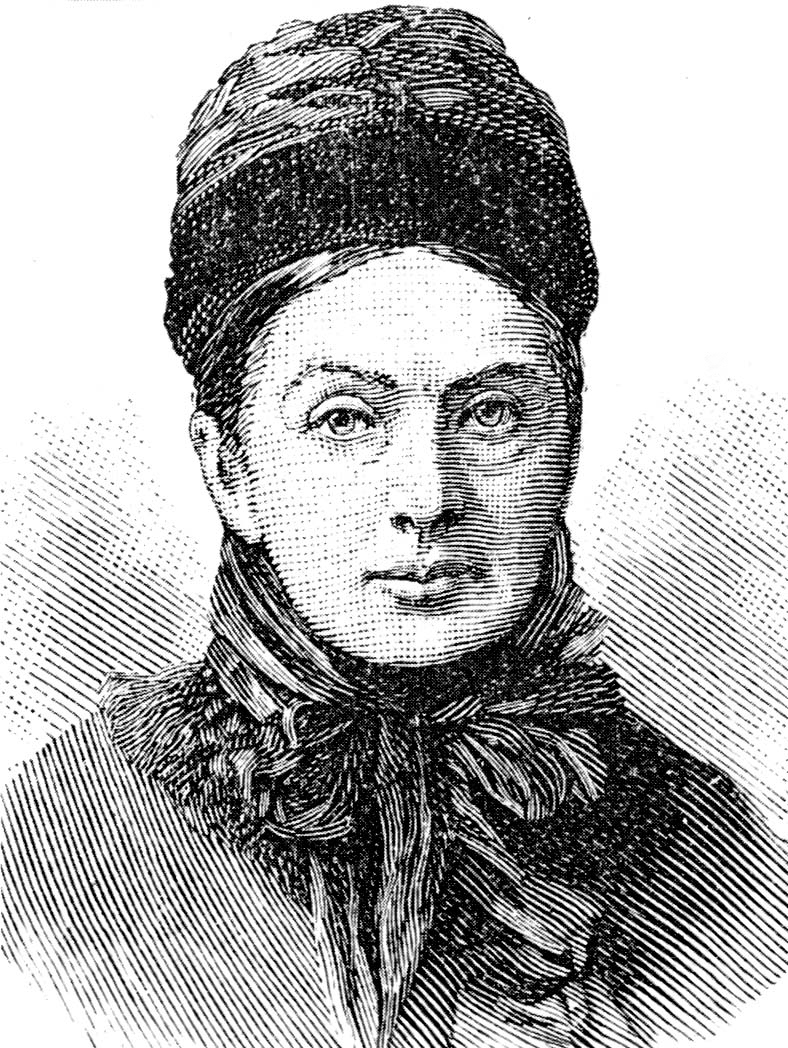
Portrait lithographique de Isabella Bird.

##### Une ville prospère et célèbre
Colorado Springs est une ville fondée par le général William Jackson Palmer. Cette ville est proche du pic Pikes. Avec l’ouverture d'un hôtel le General Palmer's Colorado Spring Hotel le 1er janvier 1871 de nombreuses personnes souffrant de problèmes pulmonaires, comme l’asthme et la tuberculose viennent y séjourner pour profiter de son climat. Ses bienfaits sont connus aussi bien par les britanniques et les habitants de la côte est des États-Unis. En 1871, les registres de Colorado Springs font état de la venue de plus de 3 000 britanniques, ce qui fait que Colorado Springs est surnommée la « Little London ». La vie des britanniques à Colorado Spring fait l'objet d'un récit de voyage A Lady's Life in the Rocky Mountains rédigé par Isabella Bird.

##### La rencontre de William Sharpless Jackson

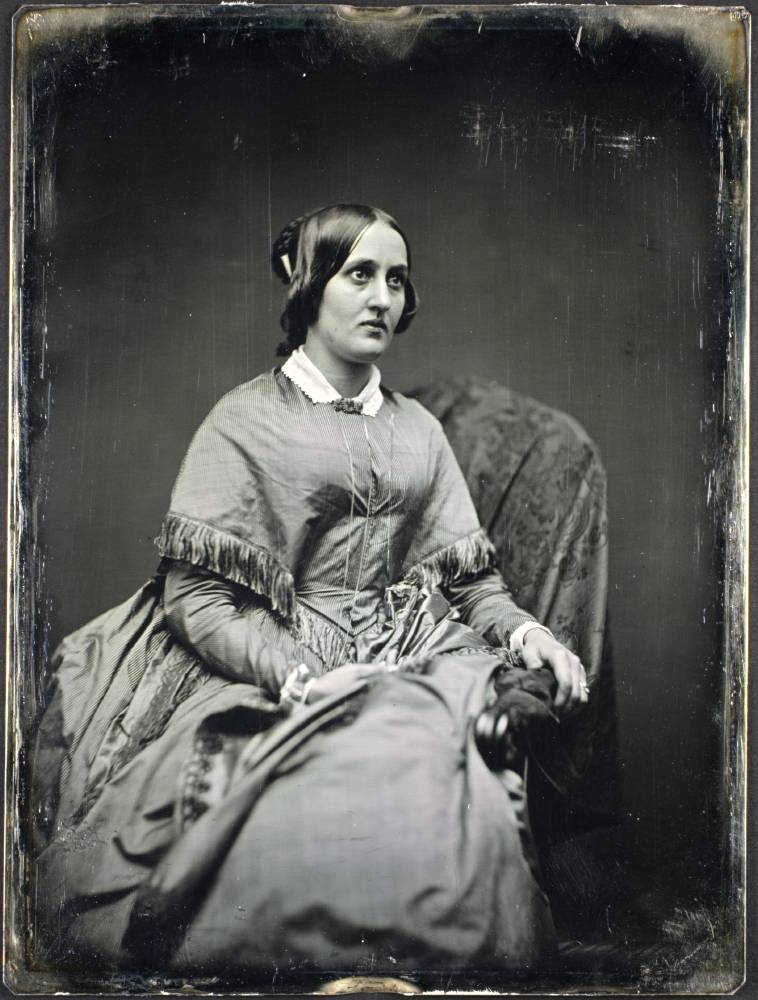
Photographie de Sara Jane Lippincott.

Helen Hunt fait la connaissance d'un Mr. Jackson lors d'une réunion dans le cottage de Sara Jane Lippincott connue sous le nom de plume de Grace Greenwood. William Sharpless Jackson a cinq ans de moins que Helen Hunt, il est né le 16 janvier 1836 au sein d'une famille de quakers de la Pennsylvanie, quand il rencontre Helen Hunt il est vice président de la Denver and Rio Grande Western Railroad et président de la banque de Colorado Springs. À la suite de cette soirée, Jackson invite Helen à visiter les environs de Colorado Springs. Lors d'une excursion du 14 décembre 1873, Jackson prend la main d'Helen pour franchir un obstacle, pour franchir le col Ute, elle ressent un moment de paix qu'elle n'a pas connu depuis longtemps. Ils tombent amoureux l'un de l'autre. Dès avril 1874, les amis d'Helen Hunt sont au courant de leur romance, même si elle reste évasive sur le sujet. C'est un article du Rocky Mountain News qui fait mention de leurs amours. Helen Hunt fulmine contre cet article qu'elle juge impertinent, effronté. Finalement Helen Hunt et William Sharpless Jackson se marient le 22 octobre 1875, selon le rite quaker dans la résidence de sa sœur Anne à Wolfeboro dans le New Hampshire,,.

#### Le retour à Colorado Springs

##### Conflit avec leScribner's Monthly

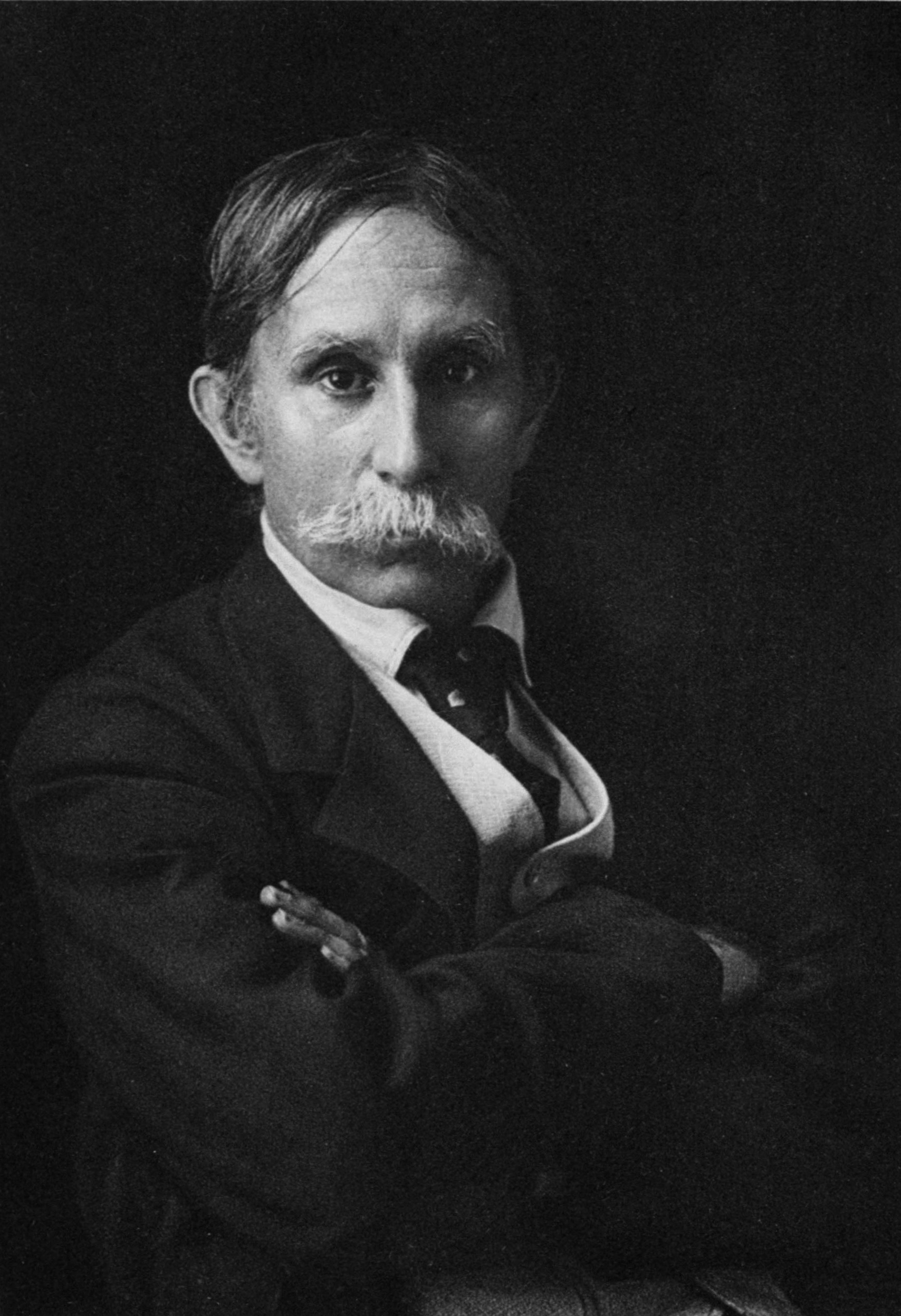
Portrait photographique de Richard Watson Gilder.

Peu de temps après son retour à Colorado Springs, Helen Hunt Jackson reçoit une lettre de félicitation de Emily Dickinson pour son mariage. En juin 1876, elle est sur la rédaction de son roman Mercy Philbrick's Choice sous le pseudonyme de Saxe Holm ; Roman dont le personnage principal est une veuve Philbricks qui se montre forte, résiliente, assumant sa solitude malgré les revers, et noue une relation amoureuse avec un homme plus âgée qu'elle, Parson Dorrance, déjà marié à une femme en situation de handicap. n'est sans rappeler le colonel T. W. Higginson qui après la mort subite de son épouse annonce ses fiançailles avec Mary Potter Thatcher, une jeune femme âgée de 34 ans. Helen Hunt Jackson envoie les 80 premières pages  par courrier au Scribner's Monthly, envoi auquel elle joint une note par laquelle elle demande une avance de 800 $, note qui étonne le directeur de publication Josiah Gilbert Holland (en) et son adjoint Richard Watson Gilder qui refusent sa demande car estimant que personnage Parson Dorrance est susceptible de heurter des lecteurs . Mais Helen Hunt Jackson ne renonce pas pour autant, elle finalise son manuscrit et l'envoie à un autre directeur de publication Robert Niles qui publie le roman aux éditions Robert Brothers dans leur série des romans anonymes « No Name »,.

##### À la découverte de nouveaux peuples
Durant l'été 1876, Helen Hunt Jackson rejoint son mari qui poursuit son travail pour la Denver and Rio Grande Western Railroad. Ils se retrouvent alors qu'ils traversent les prairies du territoire dit Cuchara, Colorado (en), c'est la première fois qu'elle rencontre des natifs de la région. quand le couple retourne se reposer à Walsenburg, Helen fait part de son émerveillement à son mari Will.

#### Hartford
Helen Hunt Jackson et William Sharpless Jackson rejoignent Princeton avant de partir pour Hartford dans le Connecticut, ils y arrivent le 20 août 1876. Delà, ils se rendent à Nook Farm (Connecticut) (en) dans la proche banlieue de Hartford. Nook Farm est un centre de la vie culturelle américaine, s'y croisent Mark Twain, Harriet Beecher Stowe, Annie Adams Fields, Charles Dudley Warner et son épouse Susan Lee, William Dean Howells, etc. Helen Hunt Jackson écrit à Emily Dickinson qu'elle est déçue de l'absence de Mark Twain et de  Harriet Beecher Stowe qui sont partis avant les mois d'été.

#### L'Exposition universelle de 1876

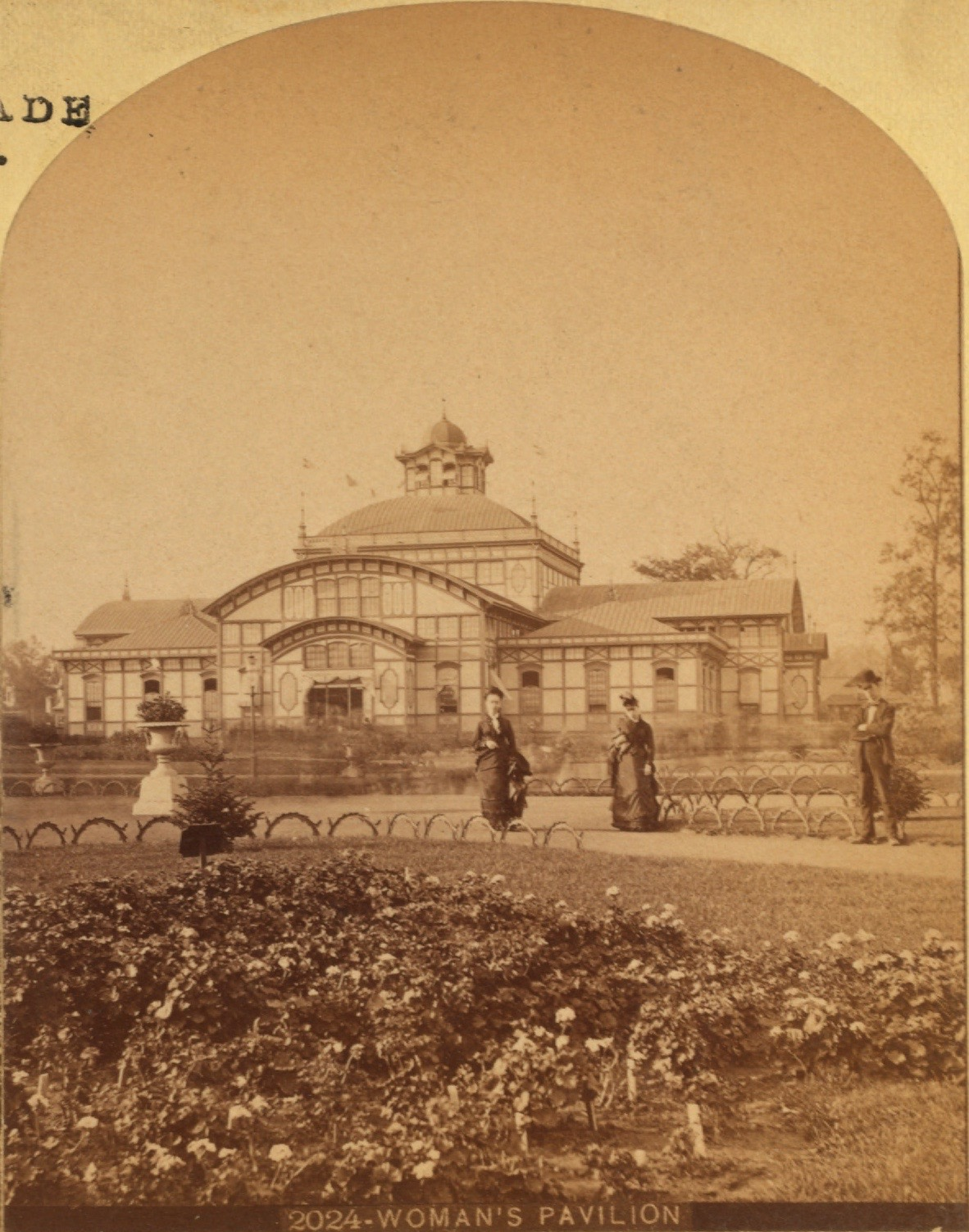
Photographie du Pavillon des femmes de l'Exposition universelle de 1876

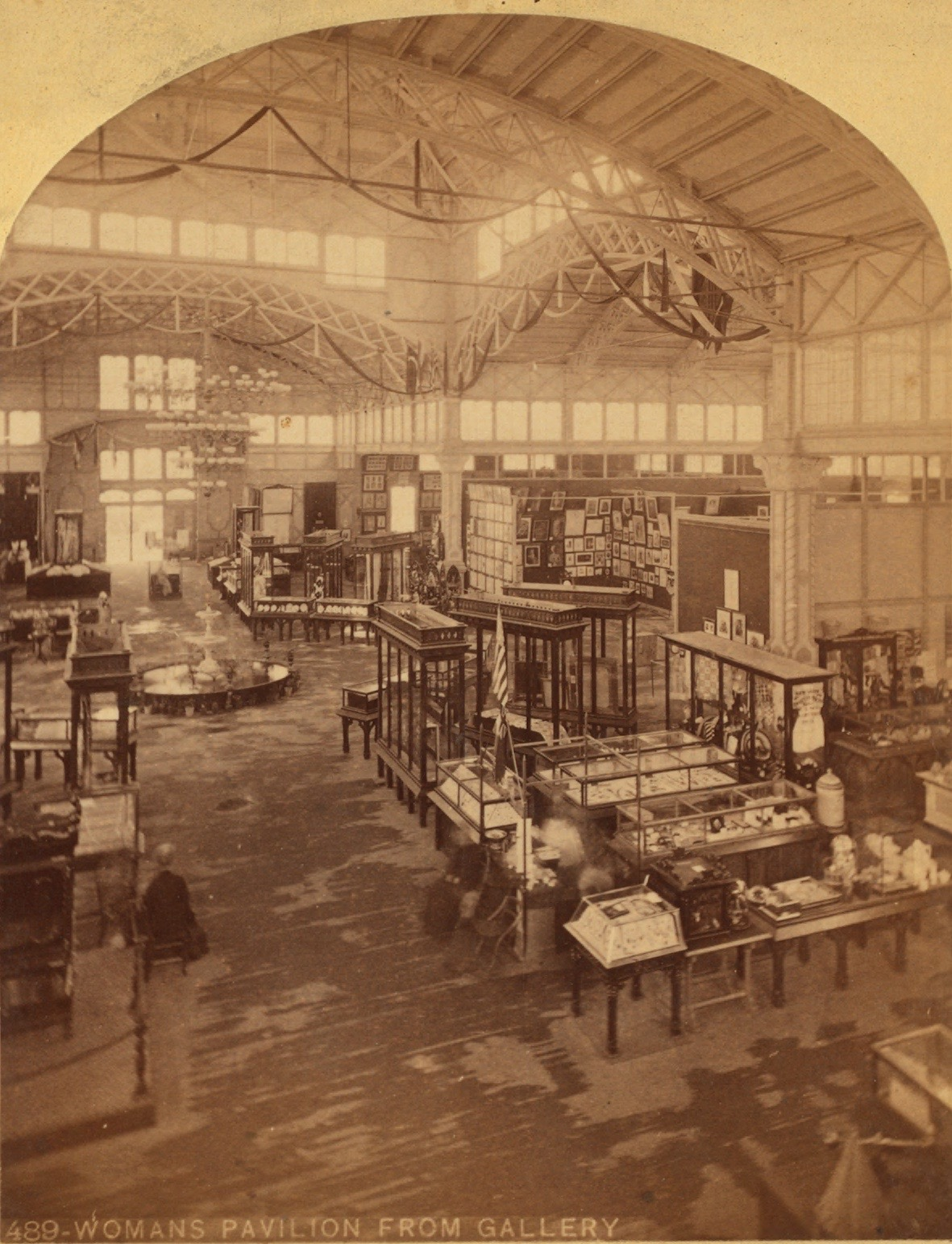
Photographie de l’intérieur du Pavillon des femmes de l'Exposition universelle de 1876

Will presse son épouse Helen Hunt Jackson à quitter Nook Farm pour se rendre à Philadelphie où se tient à l'occasion du centenaire de la déclaration d'indépendance des États-Unis d'Amérique, l'Exposition universelle de 1876. Les Jackson y restent pendant une semaine. Helen Hunt Jackson est émerveillée par la première démonstration publique du téléphone par Alexander Graham Bell et surtout par sa visite du Pavillon des femmes où elle remarque une femme en train de faire fonctionner une machine à vapeur de six chevaux. Helen Hunt Jackson écrit deux articles sur cette exposition, l'un pour les jeunes dans le St. Nicholas (magazine) (en) et autre pour le The Independent (New York) (en) et d'autres journaux du Colorado et du Kansas où elle narre ce qu'elle a vu quant aux pavillons consacrés à ses deux États. Puis elle s'en va pour Amherst, rendre visite à son amie Emily Dickinson afin de lui proposer une collaboration pour l'édition d'une anthologie de poèmes. Même si Emily Dickinson se retire du projet, elle envoie à Helen Hunt Jackson quelques poèmes qu'elle pourra intégrer au sein de son anthologie.

#### Une conférence décisive

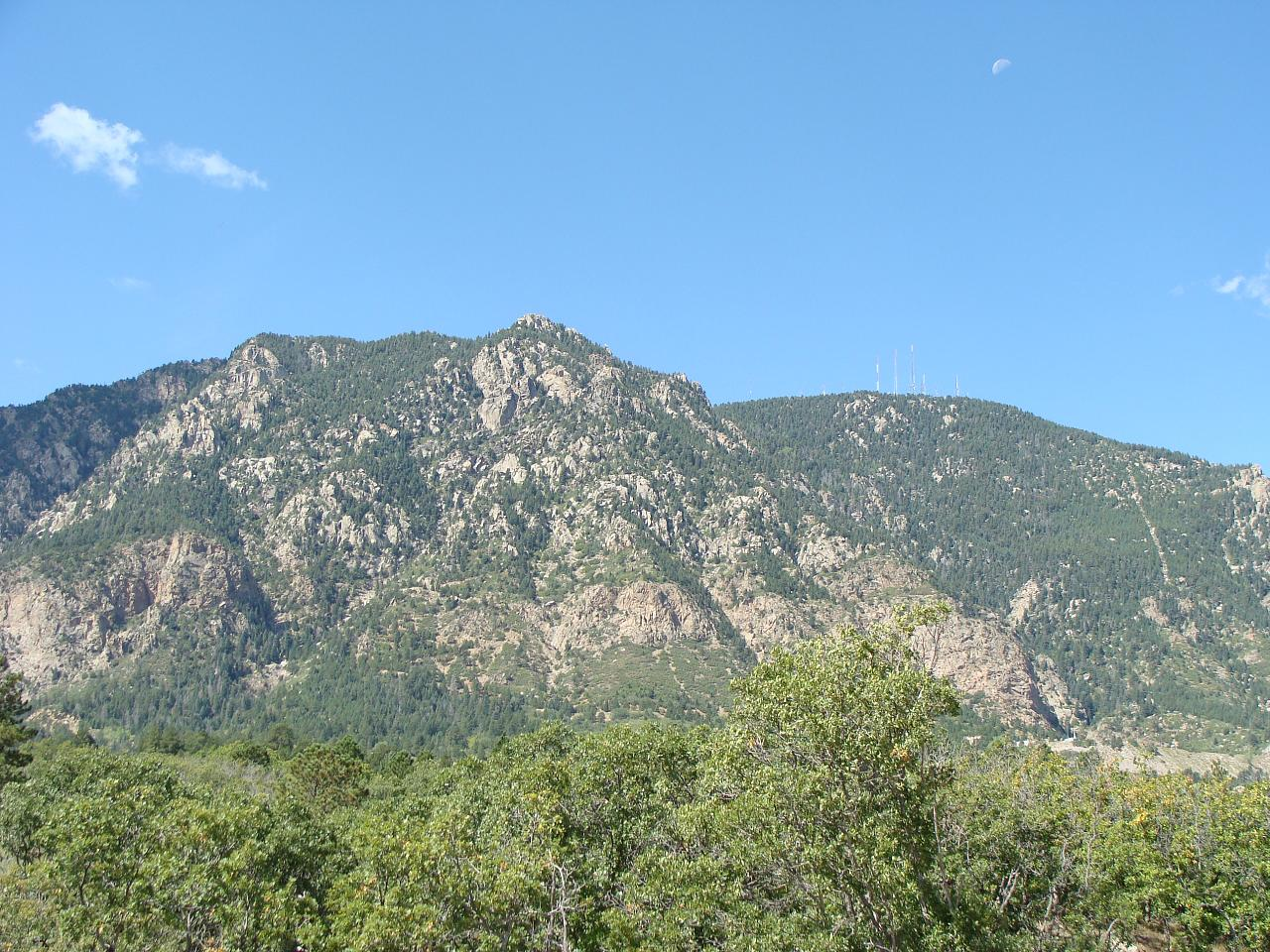
Photographie du Mont Cheyenne.

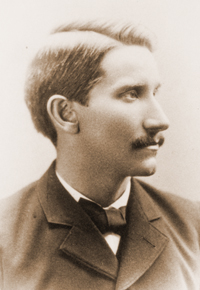
Portrait photographique de James Lawrence, personnalité politique de l'Ohio.

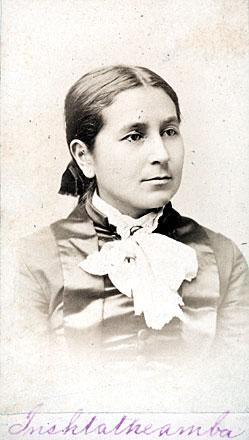
Portrait photographique de Susette LaFlesche Tibbles.

##### En recherche d’inspiration
Après ses divers succès littéraires Helen Hunt Jackson n'a plus le cœur à l'ouvrage pour écrire chez elle. Dès le printemps 1879, elle est en quête de nouveaux endroits pour trouver l'inspiration. Quand son époux Will pour des raisons professionnelles, doit quitter leurs résidence de Colorado Springs pour New York, elle écrit à Emily Dickinson combien elle se sent seule, la seule chose qui rend supportable cette solitude est l'aménagement d'une salle de bains.
Helen Hunt Jackson devient dépressive, ses excursions à Manitou Springs ou au Mont Cheyenne n'y font rien ! Alors elle s'en va sur la côte Est, rendre visite à sa sœur Anne, qui prépare le mariage de sa fille, rien semble la sortir de sa mélancolie, elle abandonne même la rédaction de son roman Elspeth Dynor, seuls quelques chapitres seront publiés à titre posthume.

##### La tragédie des Poncas

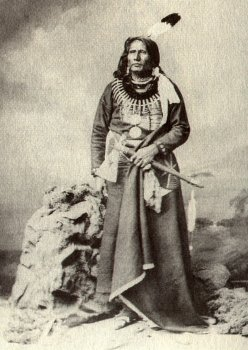
Photographie de Standing Bear, chef des Poncas.

En octobre 1879, Helen Hunt Jackson part pour Boston et en profite pour rendre visite à sa belle-sœur, Molly Hunt. Elle compte y rester seulement pour régler ses affaires auprès de son éditeur, mais les choses vont prendre une tout autre tournure. Le 29 octobre 1879, Helen Hunt Jackson assiste à une conférence donnée par le chef des Poncas, Standing Bear, dans laquelle il fait appel au Père de Washington, au Grand Esprit et à ses frères blancs pour mettre fin à la déportation de son peuple de ses terres ancestrales du Dakota du Sud vers un autre territoire, celui de la réserve Omaha. C'est sa nièce Susette La Flesche Tibbles, dite « Bright Eyes » (Yeux brillants), qui traduit les paroles de Standing Bear. Helen Hunt Jackson écoute avec une attention intense la traduction de Susette La Flesche Tibble qui, notamment, explique qu'à la suite de la découverte de mines d'or dans les Black Hills, un agent du bureau des affaires indiennes, James Lawrence (Ohio politician) (en), accompagné d'un pasteur, annonce aux Poncas qu'ils doivent se retirer du Dakota pour rejoindre un autre Territoire indien distant de plusieurs milliers de miles au sud. Dix chefs des Poncas veulent faire savoir au président des États-Unis qu'ils refusent ce nouveau territoire, il leur est répliqué une fin de non recevoir. Le conflit dégénère en désastre, les soldats ont forcent les chef des Poncas à entrer dans des wagons pendant qu'ils incendient leurs maisons, qu'ils leurs confisquent tous leurs outils, ustensiles nécessaires à leur activité agricoles, pastorales et domestiques, leur bétail est abattu,.

###### Résistance et protestation

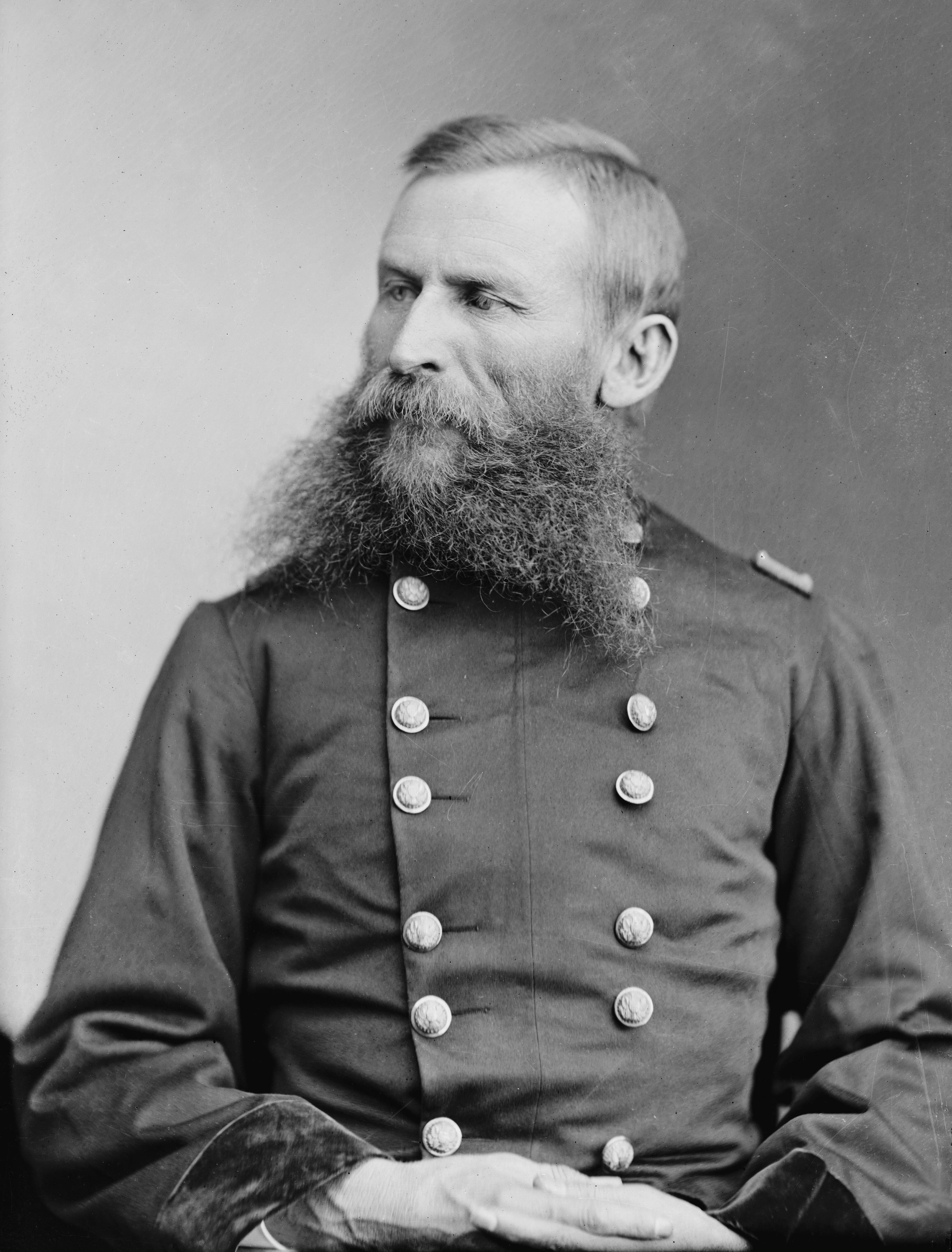
Portrait photographique du général George Crook.

Les chefs Standing Bear et Big Snake, s'opposent à cette nouvelle assignation, en vain, ils sont emprisonnés comme les autres chef Poncas. Averti par Thomas Tibbles (en) un rédacteur du Omaha World-Herald, le général George Crook intervient pour qu'ils soient libérés. Thomas Tibbles crée l'Omaha Committee (« Comité Omaha »), dans lequel siègent Standing Bear, Susette La Flesche et Frank La Flesche, dont le but est de mener une tournée de conférences afin de faire connaitre le sort des Poncas et de récolter des fonds pour mener des actions en justice. C'est dans ce cadre que Helen Hunt Jackson écoute  Standing Bear,.

###### Une déportation tragique
Le voyage vers la réserve Omaha a causé la mort de 158 Poncas et parmi eux de nombreux enfants. Une fois arrivés, il leur est alloué une parcelle qu'ils labourent pour faire pousser du froment. Le travail à peine commencé, les soldats viennent pour conduire les Poncas vers les Sand Hills du Nebraska, plaines arides sur lesquelles on peut rien cultiver, les chevaux meurent de faim, et de nombreux Poncas décèdent de malnutrition. La seule solution est de porter plainte devant les tribunaux mais pour cela il faut de l'argent d'où les conférences de Standing Bear.

#### Nouvelle cause

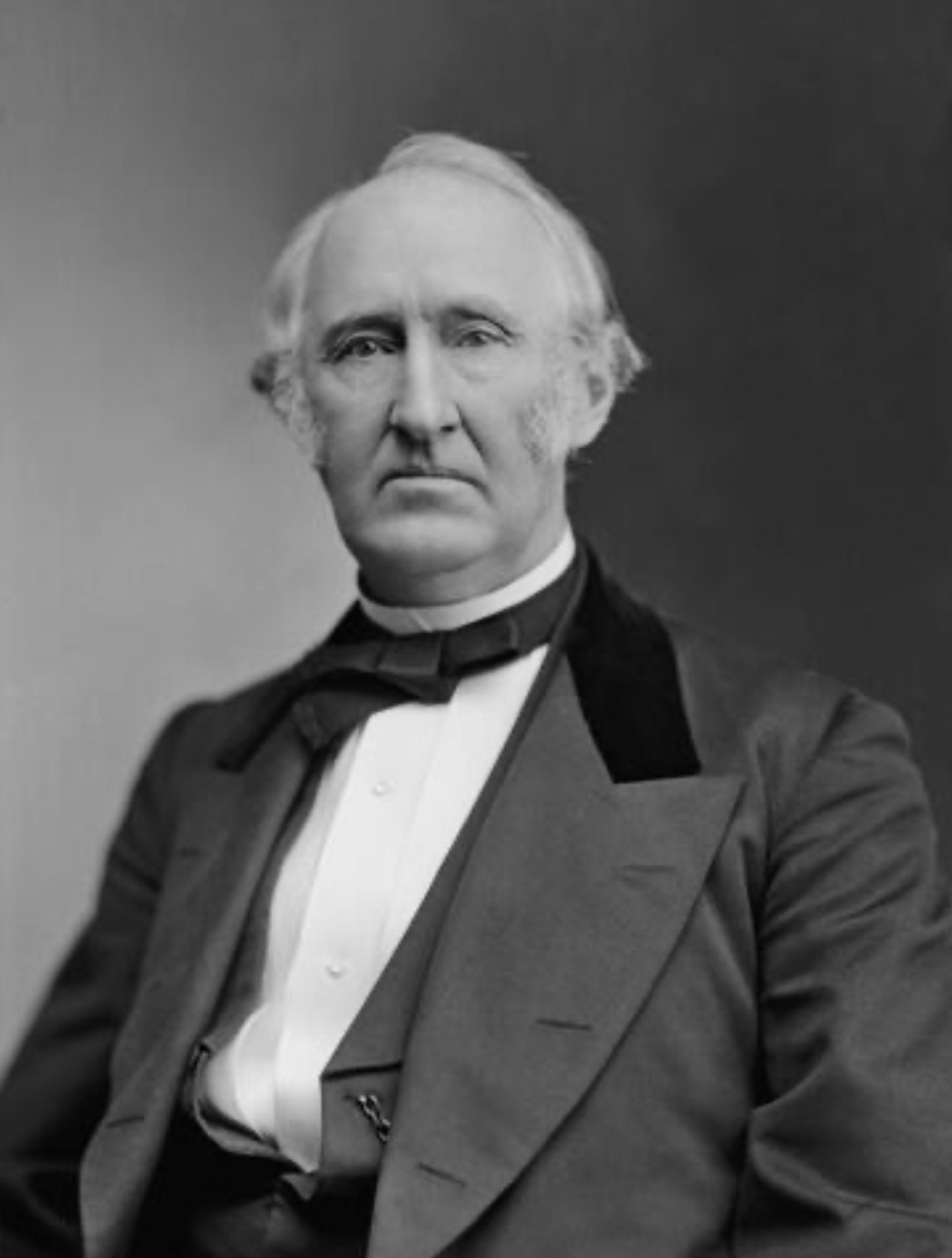
Portrait photographique de Wendell Phillips.

Helen Hunt Jackson dans la continuité de ses engagements abolitionnistes et féministes épouse la cause des Poncas et ne sera plus jamais la même. Sa dépression devient du passé, elle écrit un article publié par le Hartford Courant défendant les Poncas, elle y écrit « Ne vous moquez pas des Indiens ! Ils ont raison et nous avons tort ! ». Après un bref retour à Colorado Springs, elle retourne à Boston en décembre 1879 pour y continuer son travail en faveur des Poncas. Elle se réjouit que le maire de Boston dirige une association pour récolter des fonds pour les Poncas. elle arrive à convaincre Wendell Phillips à se lancer dans un programme en faveur des Amérindiens comme il l'avait fait pour les Afro-Américains,,.

##### Carl Schurz

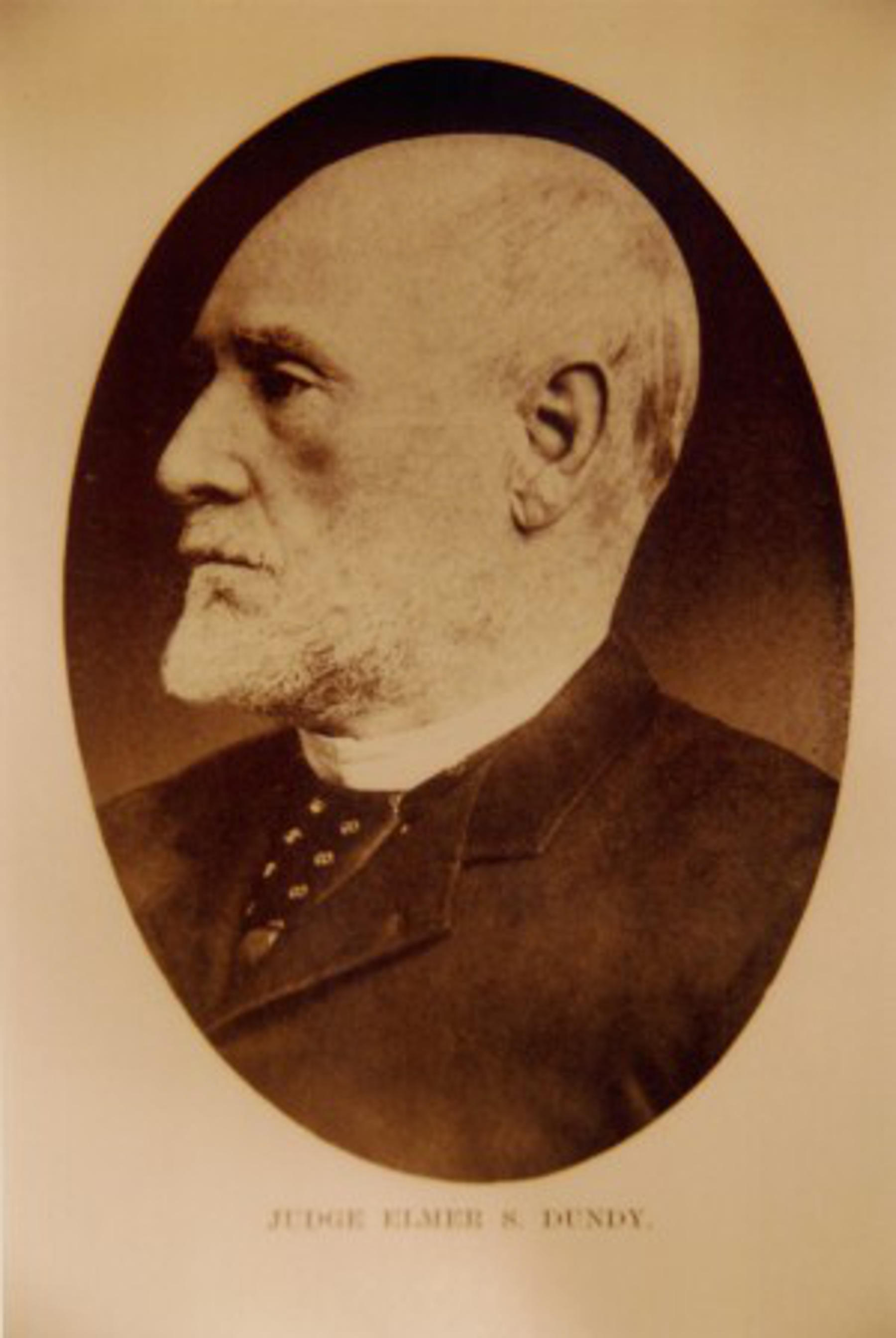
Portrait en médaillon du juge Elmer Scipio Dundy.

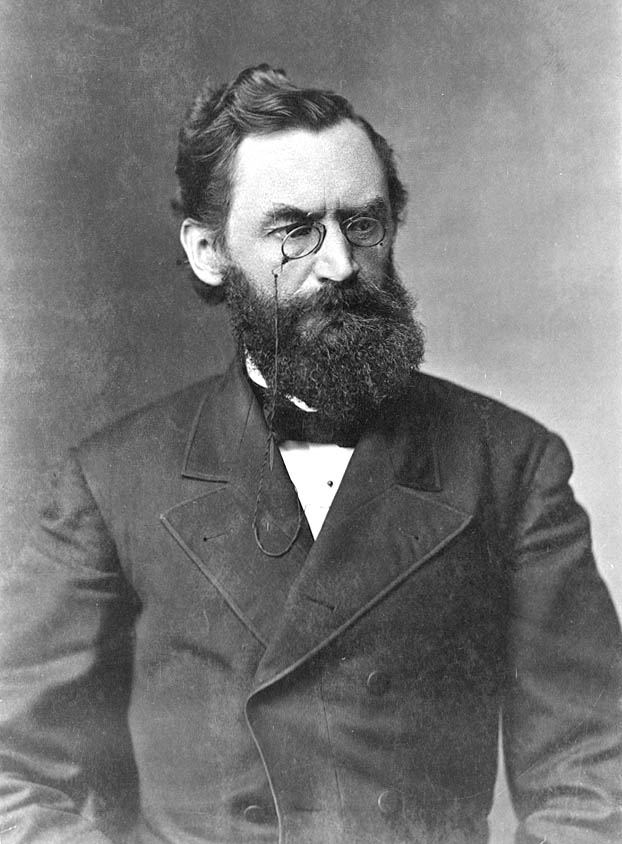
Portrait photographique de Carl Schurz par le photographe Mathew Brady.

En décembre 1879, Helen Hunt Jackson écrit une lettre à son ami, le colonel T. W. Higginson pour lui exposer son engagement, dès la réception du courrier, il l'invite dans son cottage de Cambridge. Lors de leur entrevue, il lui fait part de son expérience et les difficultés qu'il a rencontrées quant son soutien à l'émancipation des Afro-Américains et l'invite à se rapprocher du juge Elmer Scipio Dundy (en), qui dans l'affaire Standing Bear v. Crook  a rendu une décision qui dénonçait l'Indian policy (« politique relative aux Indiens ») du gouvernement comme un exemple de brigandage, d'oppression, d'injustice. Elle écrit plusieurs articles dans le New-York Tribune en faveur des Poncas mais sans grand retour. Elle s'adresse alors au secrétaire à l'Intérieur des États-Unis, Carl Schurz, qui est chargé du bureau des affaires indiennes, celui-ci se dérobe à ses multiples appels téléphoniques et courriers. Le 28 décembre 1879, Helen Hunt Jackson écrit un article dans les colonnes du New-York Tribune où elle dénonce l'indifférence de Carl Schurz envers le sort des Poncas et lui déclare la guerre,,.

##### Les Poncas à New York

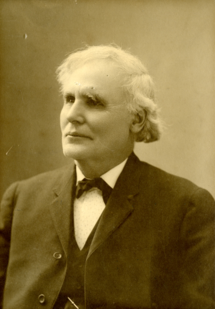
Portrait photographique de Thomas Tibbles.

Le 5 décembre 1879, une délégation de Poncas arrive à New York et loue des chambres dans un hôtel de la Cinquième Avenue. Sur le registre de l'hôtel, leur chef indique à la rubrique habitation « sans abri ». Le vendredi suivant leur venue, Standing Bear accompagné de Bright Eyes tient une conférence au Steinway Hall. Les journalistes couvrent leur venue, qui contrairement à leurs collègues de Boston, se montrent bien moins avenant, voire méfiants, Helen Hunt Jackson constate que le New-York Tribune ne dit pas un mot au sujet des raisons de leur venue, de leur causes. Sauf que les numéros des 8, 9, 13 et 15 de décembre exposent les motifs de la venue des Poncas à New York, Helen Hunt Jackson demande à Whitelaw Reid, le directeur de publication du New-York Tribune de bien vouloir l'excuser de ses attaques, à l'occasion elle en profite pour lui demander s'il lui est possible de rencontrer Thomas Tibbles (en),.

##### Lettre ouverte

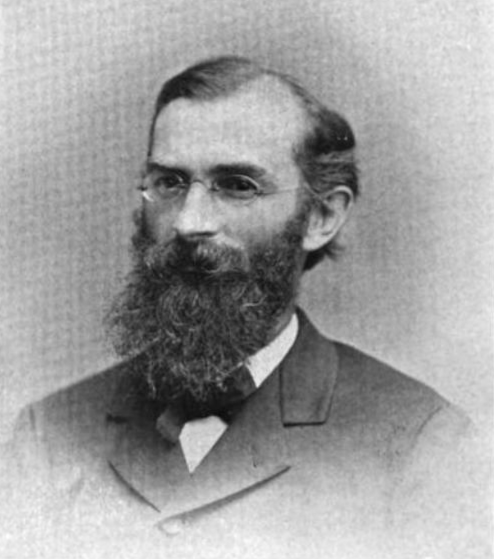
Portrait photographique de William Hayes Ward.

Le 11 décembre 1879, Helen Hunt Jackson publie dans les colonnes du New York Independent une lettre ouverte  posant dix questions aux américains, parmi celles-ci « Parmi les fermiers du Vermont ou du Massachusetts, combien voudraient continuer de travailler dans les mêmes conditions que celles des Poncas ? » , le but de cette lettre étant de faire prendre conscience par les américains des conditions d'extrême pauvreté consécutives à la politique du bureau des affaires indiennes. Dès que Carl Schurz lit cette lettre, il envoie un télégramme au New-York Tribune pour demander une interview dans laquelle il réfutera point par point les propos d'Helen Hunt Jackson. Son interview est publiée le 19 décembre 1879. Le lendemain Helen Hunt Jackson écrit à  William Hayes Ward (en), le directeur du New York Independent où elle traite Carl Schurz de « Tête de bois », incapable de défendre ses positions, la confortant dans sa défense des amérindiens. Le conflit opposant Helen Hunt Jackson à Carl Schurz en plus du New-York Tribune est repris par le Boston Daily Advertiser (en), véritable croisade menée par Helen Hunt Jackson jusqu'à sa mort en 1885.

##### Une commission sénatoriale (1880)
Les articles et conférences d'Helen Hunt Jackson ayant attiré l'attention du public, le Sénat, en février 1880 diligente une commission d'enquête sur la situation des Poncas. Cette commission appelle des clercs de premier plan, des agents et inspecteurs du bureau des affaires indiennes à témoigner ainsi que des Amérindiens de la nation des Poncas tels Susette La Flesche et Standing Bear.

##### Le massacre de Meeker (1879)

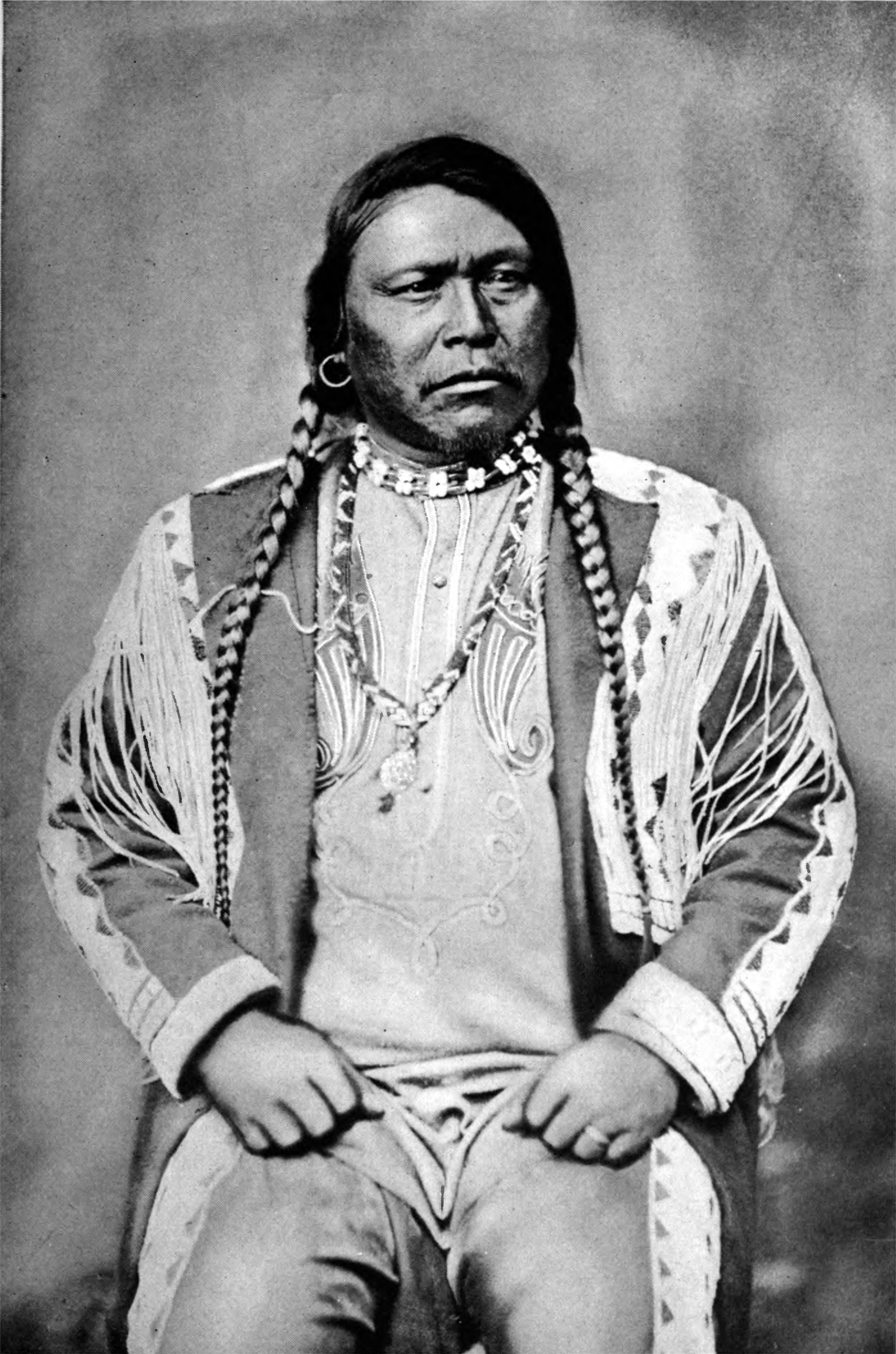
Photographie du Chef Ouray des Utes.

Helen Hunt Jackson continue ses recherches auprès de la Bibliothèque Astor (en) sur les différents événements touchant d'autres nations amérindiennes. C'est ainsi qu'elle prend connaissance du massacre de Meeker qui s'est produit du 29 septembre au 5 octobre 1879. Les Utes de la White River sous la direction de leur chef Ouray assassinent onze agents du bureau local des affaires indiennes dont son responsable Nathan Meeker (en). Il semblerait que ce soit les décisions arbitraires de Nathan Meeker, la source de cette rébellion des Utes, décisions qui remettaient en question les traités de paix signés et interdisant leurs danses sacrées avant d'entreprendre les labourages. Apprenant le massacre, un détachement de cavalerie menée par le major Thomas Thornburgh (en) se rendent sur les lieux du massacre. Les Utes, sous la direction d'un de leur chef, Colorow (chef Ute) (en), ouvrent le feu Thomas Thornburgh est tué, ses hommes cloués au sol, se rendent et sont faits prisonniers jusqu'au 5 octobre 1879, date à laquelle le 9e régiment de cavalerie (Etats-Unis) (en) viennent les délivrer et en finir avec la rébellion des Utes. La colère des blancs est telle que l'Assemblée générale du Colorado adopte une loi qui offre une récompense de 25 $ pour chaque scalp de Ute. Le gouverneur du Colorado Frederick Walker Pitkin (en) demande le départ des Utes du Colorado. Carl Schurz tente d'apaiser les choses, en vain en juin 1880, le Congrès décrète que les Utes doivent être déportés vers une autre réserve du Colorado. Déplacement qui se fait à marche forcée sous la direction de l'armée américaine,,.

##### Controverses (1880)

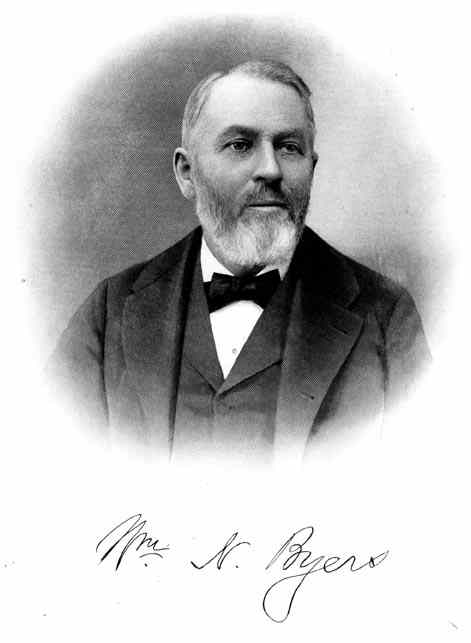
Portrait photographique de William Byers.

Les positions de Helen Hunt Jackson soutenant les Utes considérés comme seuls responsables du massacre de Meeker, les Cheyennes et Arapahos considérés, eux aussi, comme seuls responsables du massacre de Sand Creek soulèvent des controverses publiques, menées notamment par William Byers (en) le directeur de publication du Rocky Mountain News. Les deux échangent des lettres enflammées publiées dans la presse, s'accusant l'une l'autre de ne pas connaître le contexte historique. Pour Byers les amérindiens sont des assassins, des sauvage coupables de meurtres barbares tant envers les militaires qu'envers les civils. Helen Hunt Jackson s'appuie sur la commission du Sénat pour réfuter les arguments de William Byers et dénoncer les forfaitures commises envers les amérindiens. Les polémiques entre Helen Hunt Jackson et William Byers sont bien plus intenses que celles qui l'opposent à Carl Schurz, L'agressivité de William Byers, suscite le soutien des citoyens de Colorado Springs,.

##### A Century of Dishonor(1879-1881)

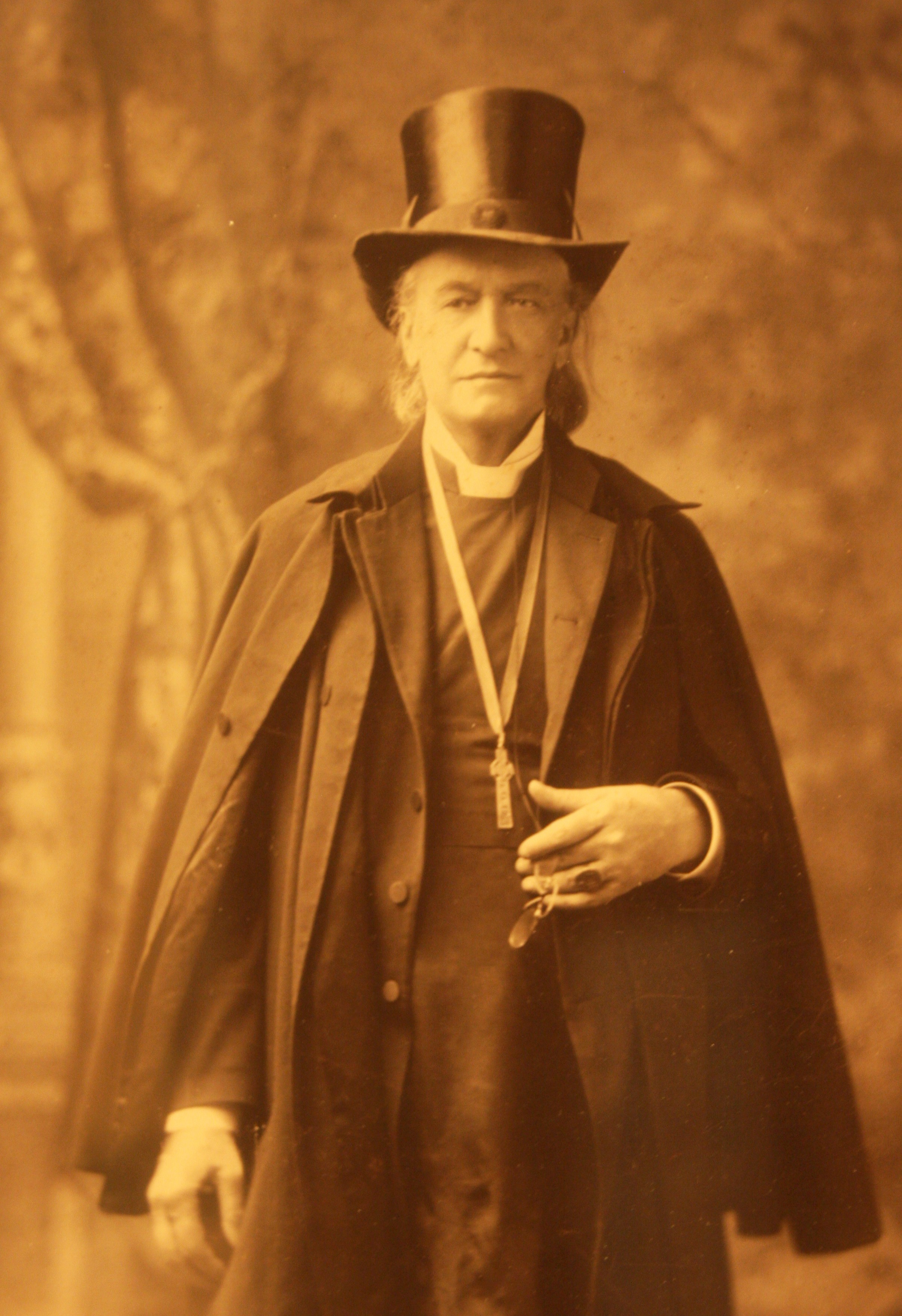
Portrait photographique de l’évêque Henry Benjamin Whipple, prise en 1898 par George Prince.

À partir du 21 décembre 1879, Helen Hunt Jackson écrit une lettre à l'attention de William Hayes Ward  lui disant qu'elle est en train de collecter les divers documents faisant la liste des divers traités établis entre les États-Unis et les nations amérindiennes, traités qui ont été bafoués par le gouvernement américain. Cette collecte, portera le titre de A Century of Dishonor. C'est au bout d'un travail autant acharné qu'épuisant qu'elle achève son ouvrage au bout de sept mois. Elle confie le travail de relecture à T. W. Higginson, avant de s'embarquer à bord du Parthia le 29 mai 1880 pour une croisière en direction de l'Angleterre et de la Scandinavie sur l’invitation du  professeur Horsford et de ses deux filles Cornelia Horsford (en) et Mary Catherine Horsford. Pendant sa croisière, elle prend le temps d'écrire des poèmes et des articles qui sont publiés au sein des colonnes du St. Nicholas et du Youth's Companion dont la rédaction lui apporte une sorte de soulagement après son travail de d'écriture du Century of Dishonor. À son retour, au début du mois d'octobre 1880, elle achève les références ; en complément l'évêque épiscopalien du Minnesota Henry Benjamin Whipple (en) donne son accord pour rédiger la préface et Julius Hawley Seelye (en), président du Amherst College, se charge de la rédaction de l'introduction. Ces deux noms valorisent Century of Dishonor. Helen Hunt Jackson envoie un des premiers exemplaires à son amie Annie Adams Fields. Bien que  Century of Dishonor comporte plus de 400 pages, elle demande à son éditeur Harper Brothers d'envoyer à ses frais un exemplaire à chaque membre du Congrès. Le 11 janvier 1881, Helen Hunt Jackson se rend à Washington (district de Columbia) pour interviewer chaque membre du Congrès et leur demander quelles sont leurs intentions envers la cause des Amérindiens afin d'effacer « la souillure du déshonneur » qui entache les États-Unis. Son travail aboutit le 27 janvier 1881, date  à laquelle une commission présidentielle lui donne raison et met fin aux attaques de Carl Schurz et de William Byers,.

##### Los Angeles et la Californie (1881-1885)

###### La famille Gilder

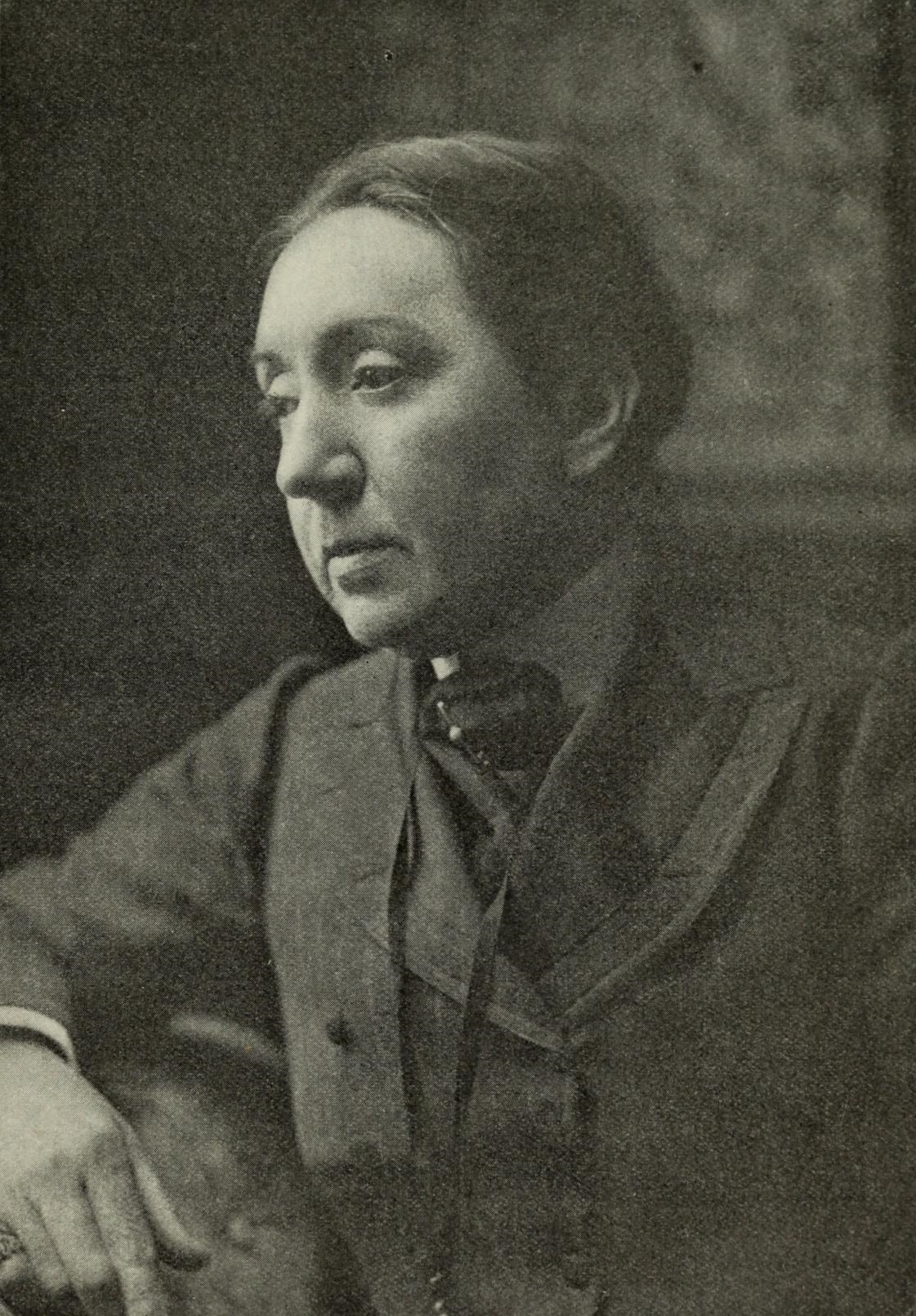
Portrait photographique de Jeannette Leonard Gilder.

Au printemps 1881, après la publication de Helen Hunt Jackson part pour la Californie pour visiter les missions franciscaines et écrire des articles pour rendre compte des conditions de vies des Amérindiens qui y ont trouvé refuge. Californie qu'elle a sillonnée dix ans auparavant avec son amie Sarah Chauncey Woolsey. Informés de son voyage, Jeannette Leonard Gilder (en), ses frères Richard Watson Gilder et Joseph Benson Gilder (en) fondateurs et directeurs de publication de la revue littéraire The Critic qui diffuse tout ce qui concerne la cause des Amérindiens. lui commandent plusieurs articles. Après une première rencontre, Joseph Benson Gilder dit « J.B. » propose à Helen Hunt Jackson la lecture du roman Ploughed Under écrit par William Justin Harsha, roman qui prend fait et cause pour les Amérindiens et de lui raconter ce qu'elle en pense. Après lecture, Harriet Beecher Stowe déplore un manque de puissance stylistique ne mettant pas en valeur ses propos, J.B. acquiesce, ce roman est loin du choc qu'a provoqué La Case de l'oncle Tom de   Harriet Beecher Stowe. S'adressant à Helen Hunt Jackson, J.B. lui dit « N'êtes vous pas celle qui est la plus apte à écrire l'histoire des Indiens ? », Helen gênée répond « Je n'ai pas le temps pour cela, ni les connaissances nécessaires des divers contextes culturels, il me faudrait consacrer au moins dix ans de ma vie pour cela  ! », « et bien prenez-les ! » lui rétorque J.B. à quoi Helen sourcils froncés et niant de la tête lui dit « si vous aviez mon âge vous ne parleriez de "dix ans" de façon aussi cavalière ! ». Cela dit l'idée fait son chemin dans ses pensées.

###### Les missions franciscaines

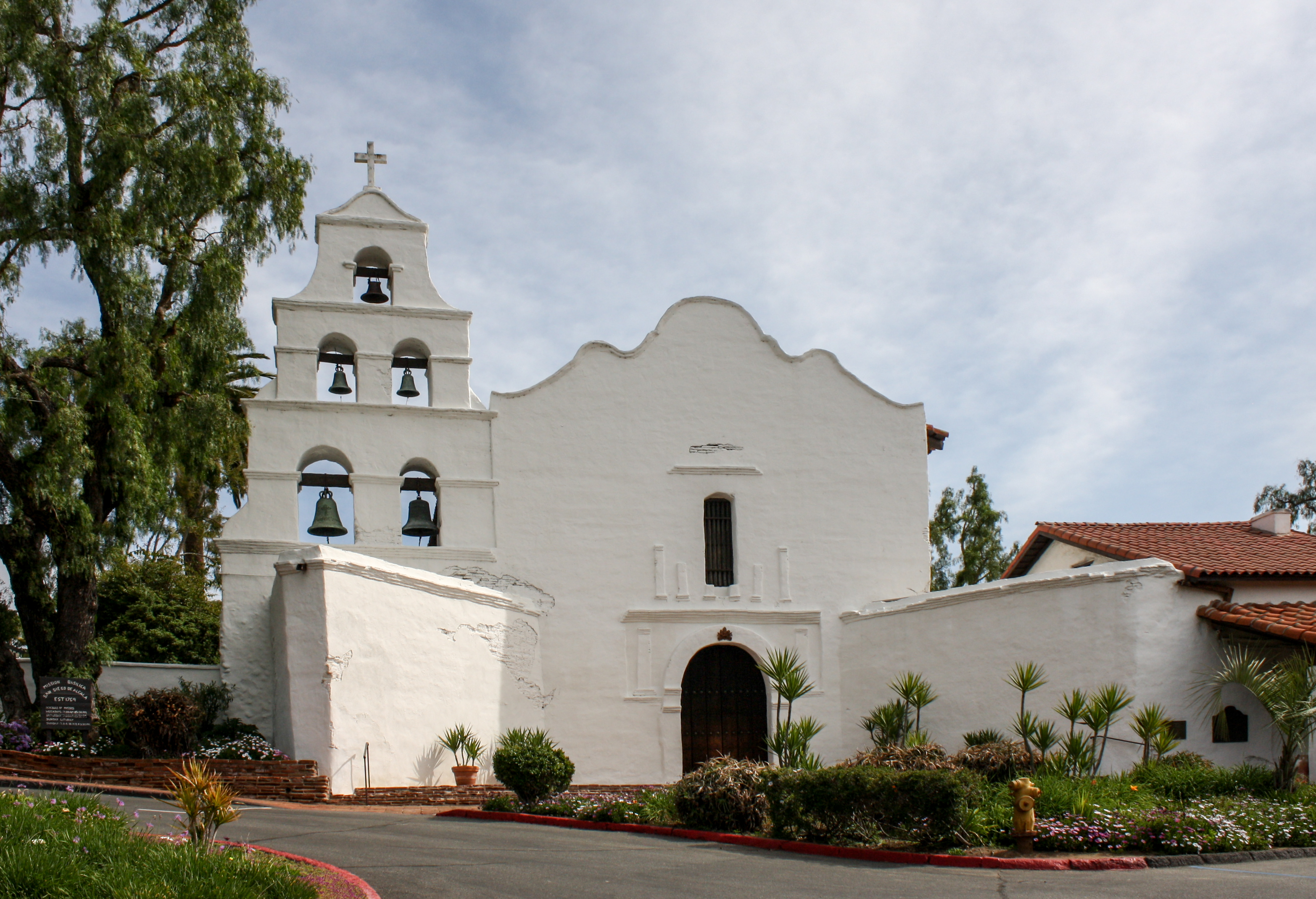
Photographie de la Mission San Diego de Alcalà.

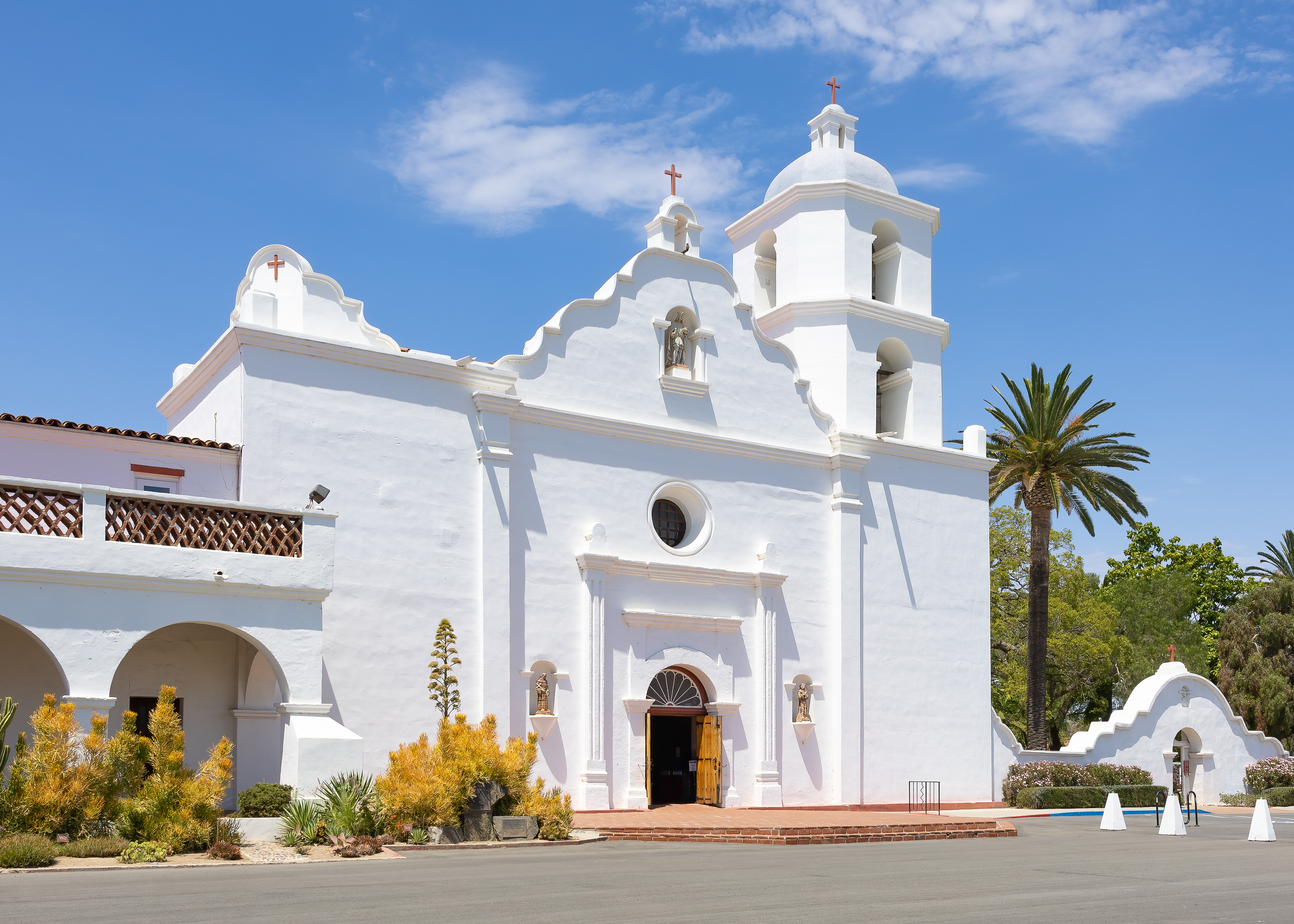
Photographie de la Mission San Luis Rey de Francia.

Le 20 décembre 1881, Helen Hunt Jackson loue une suite au sein de l'hôtel de luxe, la Pico House (en) de Los Angeles. Dès son arrivée, elle envoie des articles dans lesquels elle raconte ses impressions de la ville des Anges. elle y fait la connaissance de Antonio F. Coronel (en) et de son épouse, elle est présentés à l’évêque catholique Francisco Mora y Borrell (en). Les Coronel lui racontent les histoires et légendes de la Californie espagnole. Grâce à Francisco Mora y Borrell elle peut établir un circuit pour visiter les diverses missions et villages habités par des amérindiens. Cela fait, elle peut entreprendre un périple pour faire le tour des diverses missions franciscaines comme la Mission San Diego de Alcalá, la Mission San Gabriel Arcángel (en), la Mission San Juan Capistrano et la Mission San Luis Rey de Francia. Chacune de ces missions servent de refuges à diverses nations amérindiennes comme les Cupeños, les Serrano people (en), les Ipais, les Cahuillas. En plus des missions, elle se rend dans les villages où vivent ces différentes nations comme La Jolla, Pala, Mesa Grande Band of Diegueno Mission Indians (en), Santa Ysabel, California (en), et autres.

###### Collaboration avec Henry Sandham et Abbot Kinney (1882)

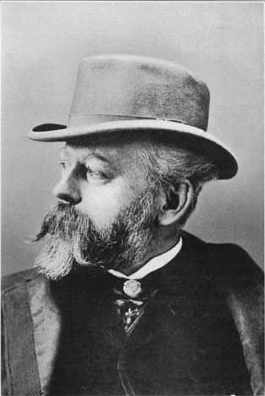
Portrait photographique de Henry Sandham réalisé en 1883.

En avril 1882, Helen Hunt Jackson se rend au pied des monts San Jacinto  où elle rencontre José Jesus Castillo de la nation des Serrano qui lui raconte comment le gouvernement américain tente de les déposséder des terres que lui ont accordées en 1848 le gouvernement mexicain. De retour, à Los Angeles, elle rencontre Henry Sandham pour qu'il illustre ses articles qui seront publiés par le Century, pour cela elle l'emmène faire un tour dans les divers lieux où vivent les Amérindiens :  Temecula, Pala, Potrero, la réserve Rincon Band of Luiseño Indians (en), À la fin du mois de mai 1882, Helen Hunt Jackson, Henry Sandham et  Abbot Kinney (en) se rendent à Monterey pour visiter diverses missions l'Eglise San Antonio de Padua (Californie) (en), la Mission San Juan Bautista (en), la mission San Carlos Borromeo. Elle apprend par une enseignante, Mary Sheriff, que la famille de José Jesus Castillo est en passe de perdre leurs terres. Helen Hunt Jackson écrit une lettre à Henry M. Teller le secrétaire à l'Intérieur des États-Unis pour qu'il intervienne, ce dernier lui fait savoir qu'il va faire son possible pour mettre fin à cette injustice. Pour renforcer son courrier, le 11 juin 1882 elle lui joint une lettre signée par José Jesus Castillo. L'affaire est portée à la connaissance de Hiram Price (en), le commissaire du Bureau des affaires indiennes, impressionné, il propose que Helen Hunt Jackson soit autorisée à se rendre officiellement sur les diverses réserves amérindiennes et missions afin qu'elle puisse réaliser des rapports d'évaluation des situations en toute liberté,,,.

##### La nomination d'agent officiel chargé des missions indiennes de Californie (1882-1883)

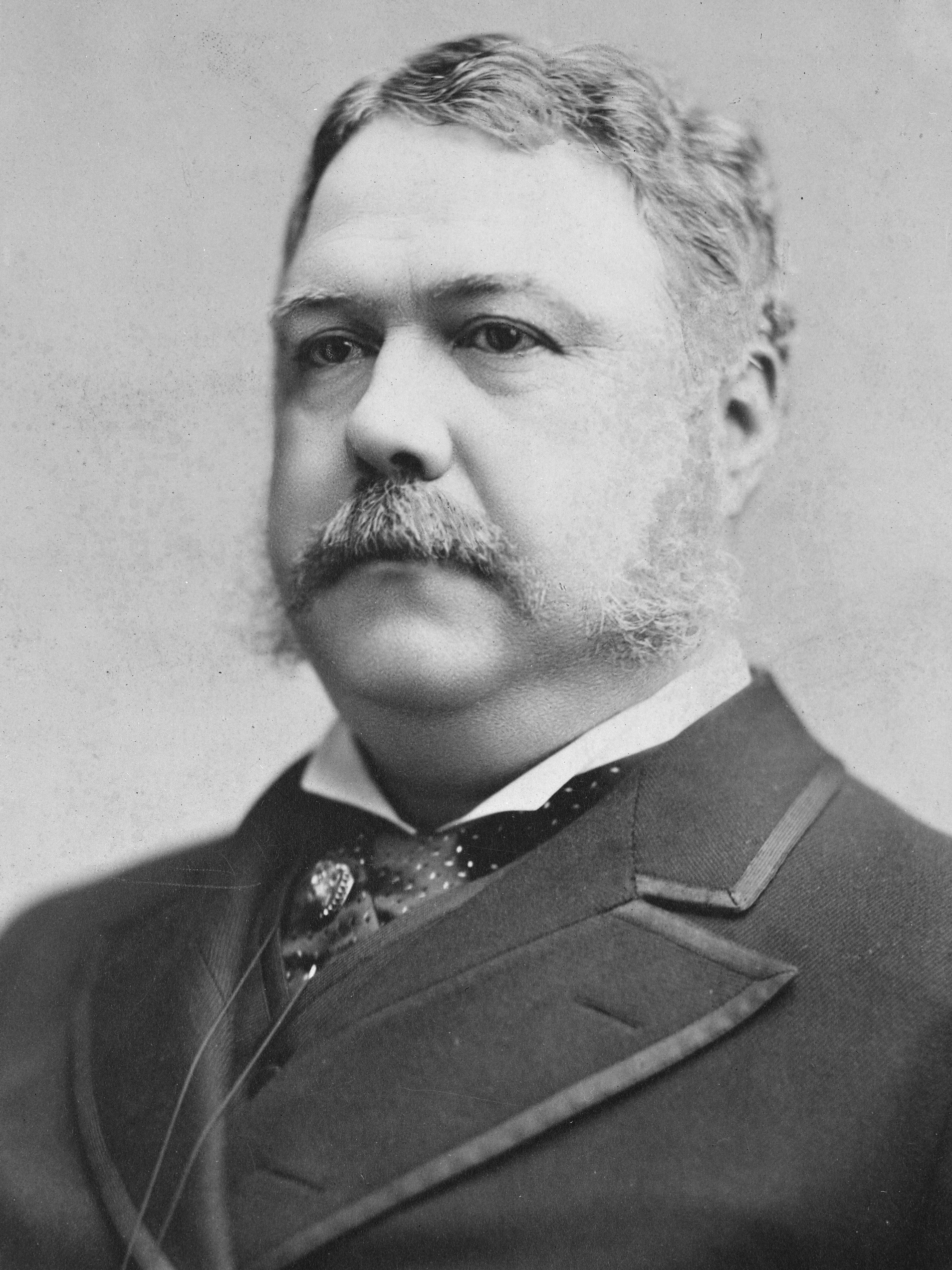
Portrait photographique du président Chester A. Arthur.

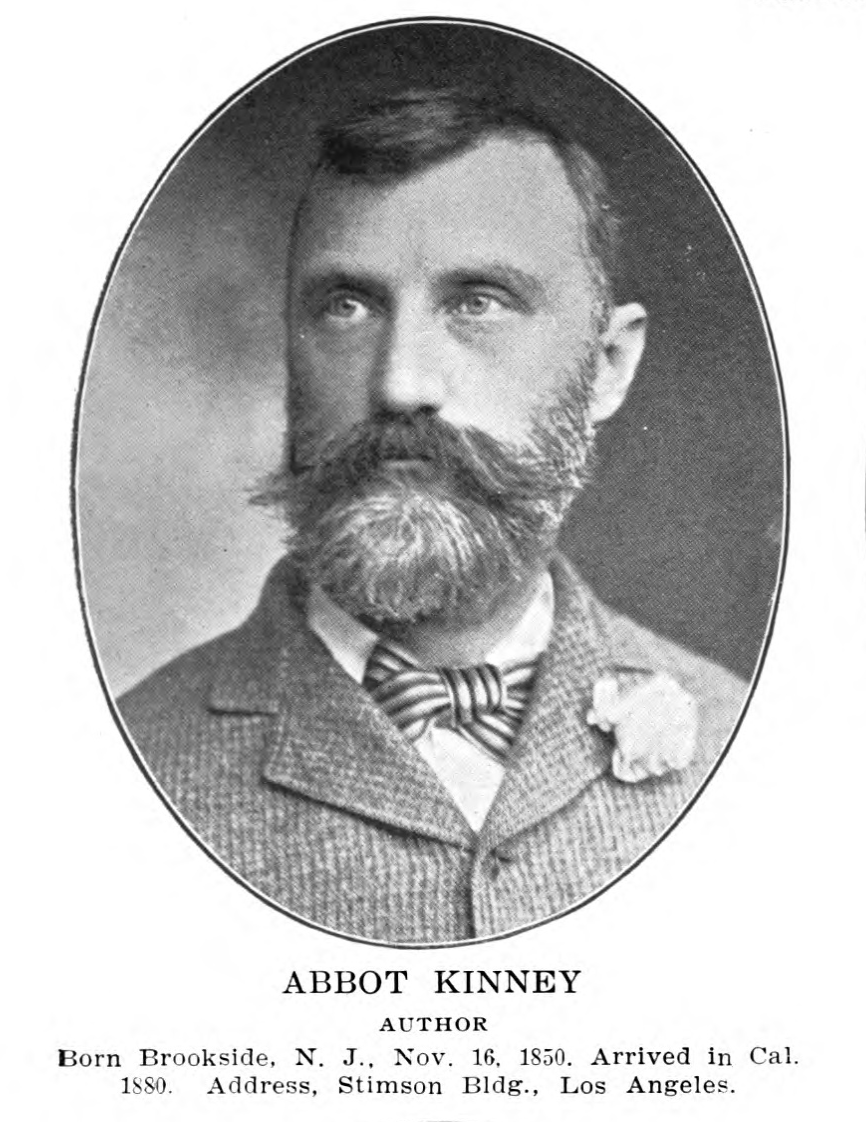
Portrait photographique d'Abbot Kinney.

À la suite de différents échanges de courriers entre Henry M. Teller et Hiram Price, les deux se mettent d'accord pour nommer le 27 juillet 1882   Helen Hunt Jackson « agent officiel du département de l'Intérieur des États-Unis », poste qui l'autorise à mener des opérations d'évaluations, d'investigations dans les missions et réserves amérindiennes de Californie. L'une de ses premières initiatives est de se rendre accompagnée d'Abbot Kinney auprès de José Jesus Castillo et les différents villages amérindiens pour encourager leurs différentes initiatives et activités pastorales, agricoles et artisanales. Elle informe également Ephraim Morse (en), figure majeure de la ville de San Diego, des menaces d’expulsions, d'accaparement des terres des Serrano. C'est pendant l'exercice de son mandat que germe en elle le projet d'écrire un roman ayant pour thème la vie des amérindiens de la Californie du sud dans le but de toucher le coeur des lecteurs comme  auparavant la Case de L'oncle Tom l'a fait pour l’émancipation des Afro-Américains,,,.

##### Ramona (1883-1884)

###### Rédaction et publication
De retour à New York, Helen Hunt Jackson loue une suite au Berkeley Hotel, elle y commence à rédiger le manuscrit de Ramona à partir du 1er décembre 1883 et l'achève dans la soirée du 8 mars 1884. Ramona est édité dans un premier temps sous forme de feuilleton dans les colonnes du Christian Union (devenu le magazine littéraire The Outlook (New York City) (en) à partir du mois de mai 1884 avant d'être publié sous forme de livre en novembre 1884.
Le cadre de Ramona se situe dans la Californie du sud, le personnage principal Ramona est jeune femme  métisse élevée au sein d'une famille mexicaine qui ignore tout de son ascendance amérindienne. elle tombe amoureuse d'un amérindien Alessandro. À partir de cette romance, Helen Hunt Jackson décrit la vie des Mexicains et des Amérindiens, les injustices commises par les Blancs envers les différentes nations amérindiennes jusqu'à la mort de son héroïne. Le roman est illustré par de nombreux dessins décrivant le cadre géographique, la vie des natifs et les missions.
C'est un succès littéraire, Ramona se vend à plus de 50 000 exemplaires entre sa sortie en novembre 1884 et la mort d'Helen Hunt Jackson le 12 août 1885,.

###### L'héritage ambigu deRamona

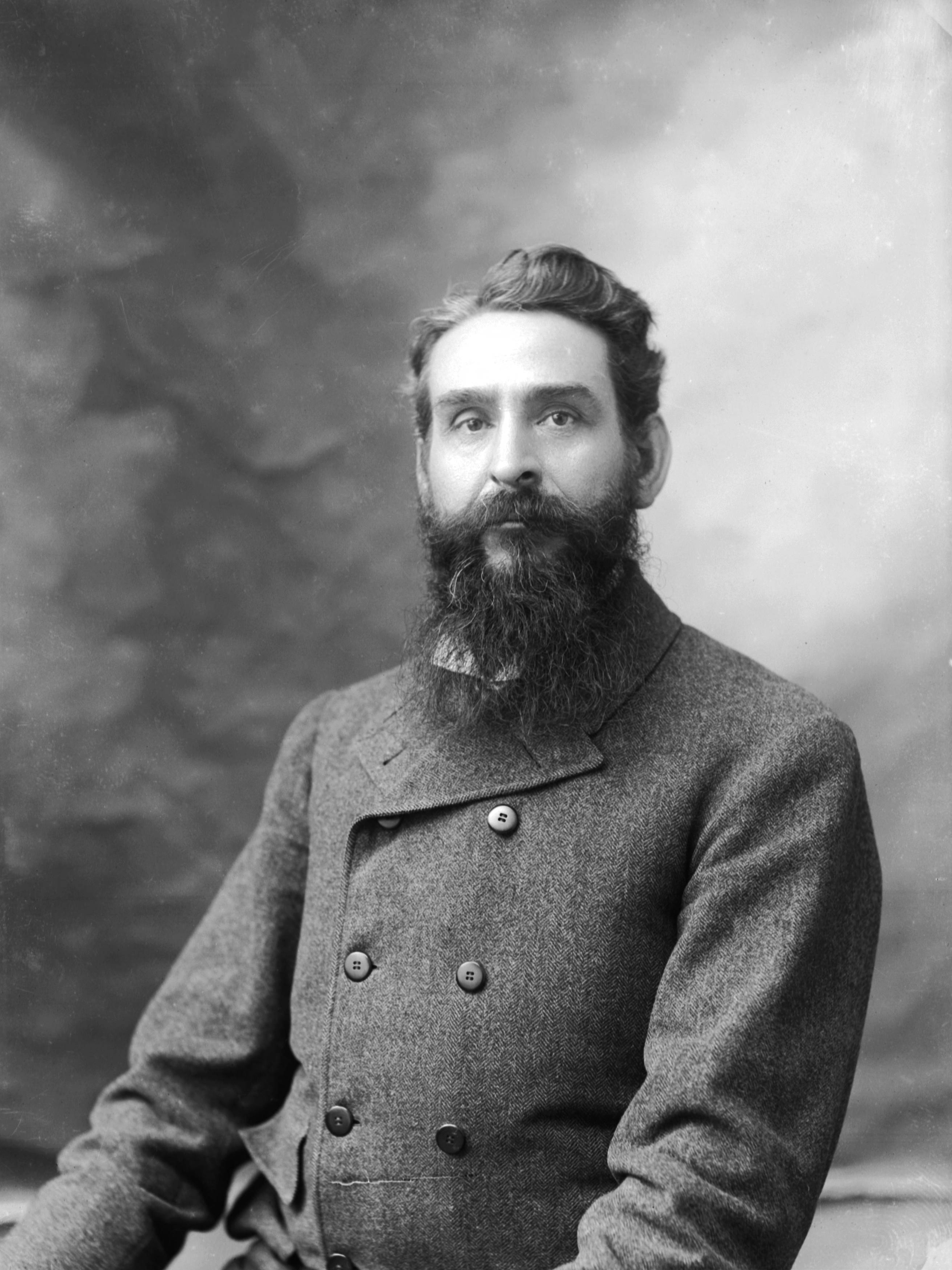
Portrait photographique de George Wharton James.

Si Ramona s'est vendu à plus de 100 000 exemplaires entre 1884 et 1894, il n'a pas eu le même impact sur le sort des Amérindiens que celui de la Case de L'oncle Tom sur le sort des Afro-Américains réduits à l'état d'esclaves. Néanmoins, son impact est à évaluer sur le long terme, plusieurs villes et établissements scolaires portent le nom de Ramona. Il fait l'objet de plusieurs adaptations cinématographiques. Des agences touristiques organisent des circuits sur les lieux où se déroule Ramona. L'historien Mike Davis, fait remarquer, après d'autres, que Ramona devient non pas une plaidoirie pour les droits des Amérindiens  mais un mythe de la littérature amoureuse et romantique. Charles Fletcher Lummis le premier directeur de publication du Los Angeles Times organise le premier festival sur le thème des missions tels que décrit par Ramona,.
Quand la maison d’édition Robert Brothers est vendu à la Little Brown and Company, Ramona devient un titre de récit de voyage. Dès 1886 des critiques littéraires comme celui du San Francisco Chronicle mettent en exergue son côté récit de voyage en mettant de côté la condition faites aux Amérindiens. On s'intéresse à découvrir la personnalité de la véritable "Ramona", les sites des diverses missions franciscaines pour en admirer les beautés architecturales, les ranchs locaux, le lieu du mariage de Ramona, perspectives qui effacent les Amérindiens. George Wharton James écrit un roman Through Ramona's Country, qui invite les lecteurs de Ramona à le lire comme un guide de tourisme. D'autres ouvrages comme The 's Ramonas Marriage Place, The True Story of Ramona, etc., montrent que le nom de Ramona est utilisé pour le tourisme et des produits dérivés : vêtements, huiles, parfums, faisant oublier le but politique du roman,.

### Vie personnelle

#### Mariage
Le 28 octobre 1852, Helen Fiske épouse Edward Bissel Hunt un ingénieur de l'US Army.
Le 22 octobre 1875, Helen Hunt épouse William Sharpless Jackson devenant ainsi Helen Hunt Jackson.

#### La fin

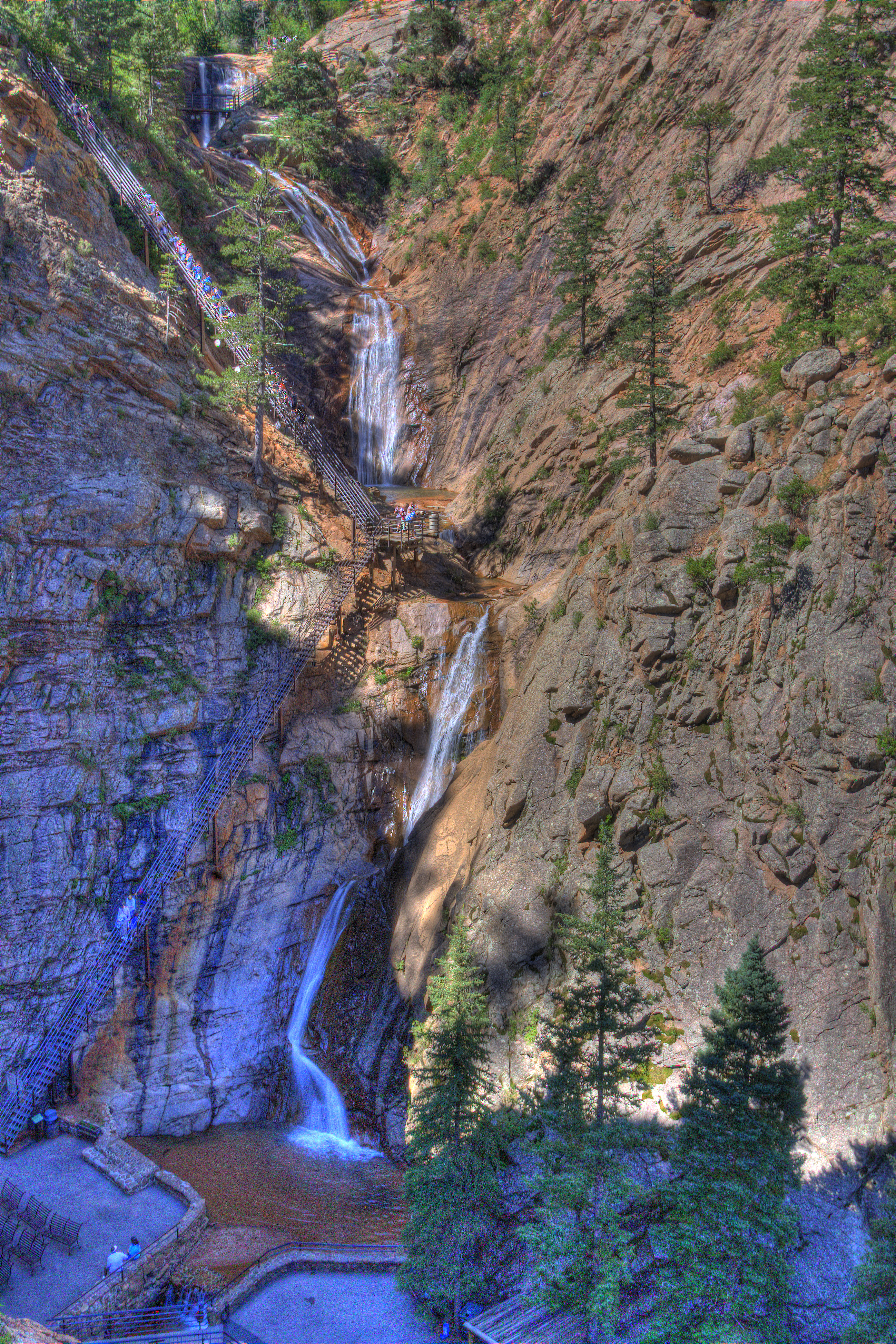
Photographie du site des Seven Falls.

Dans les dernières années de sa vie, Helen Hunt Jackson se retire à Los Angeles, puis à San Francisco. Le 29 mars 1885, elle écrit une lettre dans laquelle elle fait part de la dégradation de sa santé sans savoir la cause. Durant le mois de juillet 1885, sentant sa fin arriver, elle envoie le manuscrit de Zeph à son éditeur Roberts Brothers, puis elle demande de brûler tous ses manuscrit restants. Le 8 août 1885, elle écrit sa dernière lettre, qu'elle envoie au président Grover Cleveland, lettre dans laquelle elle lui demande de lire A Century of Dishonor  afin qu'il mette fin aux infamies que subissent les Amérindiens. Elle reçoit également une lettre d'Emily Dickinson qui lui écrit « Hélène de Troie disparaitra, mais Hélène du Colorado jamais ! ». Helen Hunt Jackson meurt le 12 août 1885 à 16 heures, dans les bras de son époux. Il est supposé qu'elle fut terrassée par cancer. Après ses funérailles, elle est enterrée dans son jardin, sa tombe donne sur le Mont Cheyenne et bénéficie du son des chutes d'eau dites des Seven Falls (en). En 1891, à la suite d'actes de vandalisme, elle repose dorénavant au Cimetière Evergreen (Colorado Springs) (en),,.

## Œuvres

### Romans
- Mercy Philbrick's Choice, Boston, Massachusetts, Roberts Brothers (réimpr. 2008, 2016) (1re éd. 1876), 309 p. (OCLC 2293088, lire en ligne),
- Ramona : A Story, Boston, Massachusetts, Little, Brown, and company (réimpr. 1887, 1910, .... 1976, 2002, 2016) (1re éd. 1884), 508 p. (OCLC 1004452367, lire en ligne), Traduction en français par Lydia Padellec, éditions La Part commune, 2024
- The Hunter Cats of Connorloa, Boston, Massachusetts, Roberts Brothers (réimpr. 1899, 2012, 2016, 2023) (1re éd. 1884), 112 p. (OCLC 561003027, lire en ligne),
- Zeph : A Posthumous Story, Boston, Massachusetts, Roberts Brothers (réimpr. 1992, 2012, 2015, 2017) (1re éd. 1886), 260 p. (OCLC 561554913, lire en ligne),

### Romans pour la jeunesse
- Hetty's Strange History, Boston, Massachusetts, Roberts Brothers (réimpr. 2009, 2015, 2018) (1re éd. 1877), 306 p. (OCLC 682016478, lire en ligne),

- Nelly's Silver Mine : A Story of Colorado Life, Boston, Massachusetts, Roberts Brothers (réimpr. 1924, 1945, 2013) (1re éd. 1878), 402 p. (OCLC 276859310, lire en ligne),
- Letters from a Cat : published by her mistress for the benefit of all cats and the amusement of little children, Boston, Massachusetts, Roberts Brothers (réimpr. 2008, 2016, 2019) (1re éd. 1879), 134 p. (OCLC 262473693, lire en ligne),

- The Hunter Cats of Connorloa, Boston, Massachusetts, Roberts Brothers (réimpr. 1899, 2012, 2016, 2023) (1re éd. 1884), 112 p. (OCLC 561003027, lire en ligne),
- Pansy Billings and Popsy : Two stories of girl life,, Boston, Massachusetts, Lothrop Publishing Company, 1898, 124 p. (OCLC 905334070, lire en ligne),

### Récits de voyages
- Bits of Talk About Home Matters, Boston, Massachusetts, Roberts Brothers (réimpr. 2009, 2012, 2016, 2019) (1re éd. 1873), 237 p. (OCLC 707159918, lire en ligne),
- Bits of Travel at Home, Boston, Massachusetts, Roberts Brothers (réimpr. 1895, 2007, 2009, 2019) (1re éd. 1878), 441 p. (OCLC 562743692, lire en ligne),
- Glimpses of Three Coasts, Boston, Massachusetts, Roberts Rrothers (réimpr. 2013, 2018, 2021) (1re éd. 1886), 434 p. (OCLC 301209287, lire en ligne),

### Recueils de nouvelles
- Saxe Holm's Stories: Second Series, New York, Scribner, Armstrong, & Company (réimpr. 1878, 1898,  ... 2012, 2020) (1re éd. 1874), 377 p. (OCLC 754431824, lire en ligne),
- Between Whiles, Boston, Massachusetts, Roberts Brothers (réimpr. 2006, 2015) (1re éd. 1887), 316 p. (OCLC 259963772, lire en ligne),

### Recueils de poèmes
- Verses, Boston, Massachusetts, Roberts Brothers (réimpr. 2015, 2019, 2022) (1re éd. 1874), 206 p. (OCLC 812133250, lire en ligne),
- Sonnets and Lyrics:, Boston, Massachusetts, Roberts Bros. (réimpr. 1892, ..., 2023) (1re éd. 1886), 155 p. (OCLC 894212521, lire en ligne),
- A Calendar of Sonnets, Boston, Massachusetts, Roberts Brothers (réimpr. 1891, 2006, 2017) (1re éd. 1886), 51 p. (OCLC 859291561, lire en ligne), Calendrier de Sonnets et autres poèmes, présentation et traduction en français par Lydia Padellec, éditions La Part commune, 2024

### Lettres au Congrès
- A Century of Dishonor : A Sketch of the United States Government's Dealings, New York, Harper & Bros, coll. « The Making of the Modern Law », 1881, 480 p. (OCLC 837003207, lire en ligne),

### Correspondance
- Valerie Sherer Mathes (dir.), The Indian Reform Letters of Helen Hunt Jackson, 1879–1885, Norman, Oklahoma, University of Oklahoma Press (réimpr. 2015) (1re éd. 1998), 406 p. (ISBN 9780806130903, lire en ligne),

### Anthologies
- Mark I. West (dir.), Westward to a High Mountain : The Colorado Writings of Helen Hunt Jackson, Denver, Colorado, Colorado Historical Society & University Press of Colorado, 1994, 140 p. (ISBN 9780942576351, lire en ligne)
- Michelle Burnham (dir.), A Separate Star : Selected Writings of Helen Hunt Jackson, Santa Clara, Californie, Santa Clara University & Heyday Books, mars 2008, 324 p. (ISBN 9781597140744, lire en ligne),

## Archives
Les archives de Helen Hunt Jackson sont déposées et consultables auprès de la New York Public Library, de la bibliothèque Tutt du Colorado College et de la bibliothèque Clifton Waller Barett  de l'université de Virginie.